# Red de carreteras de Mallorca

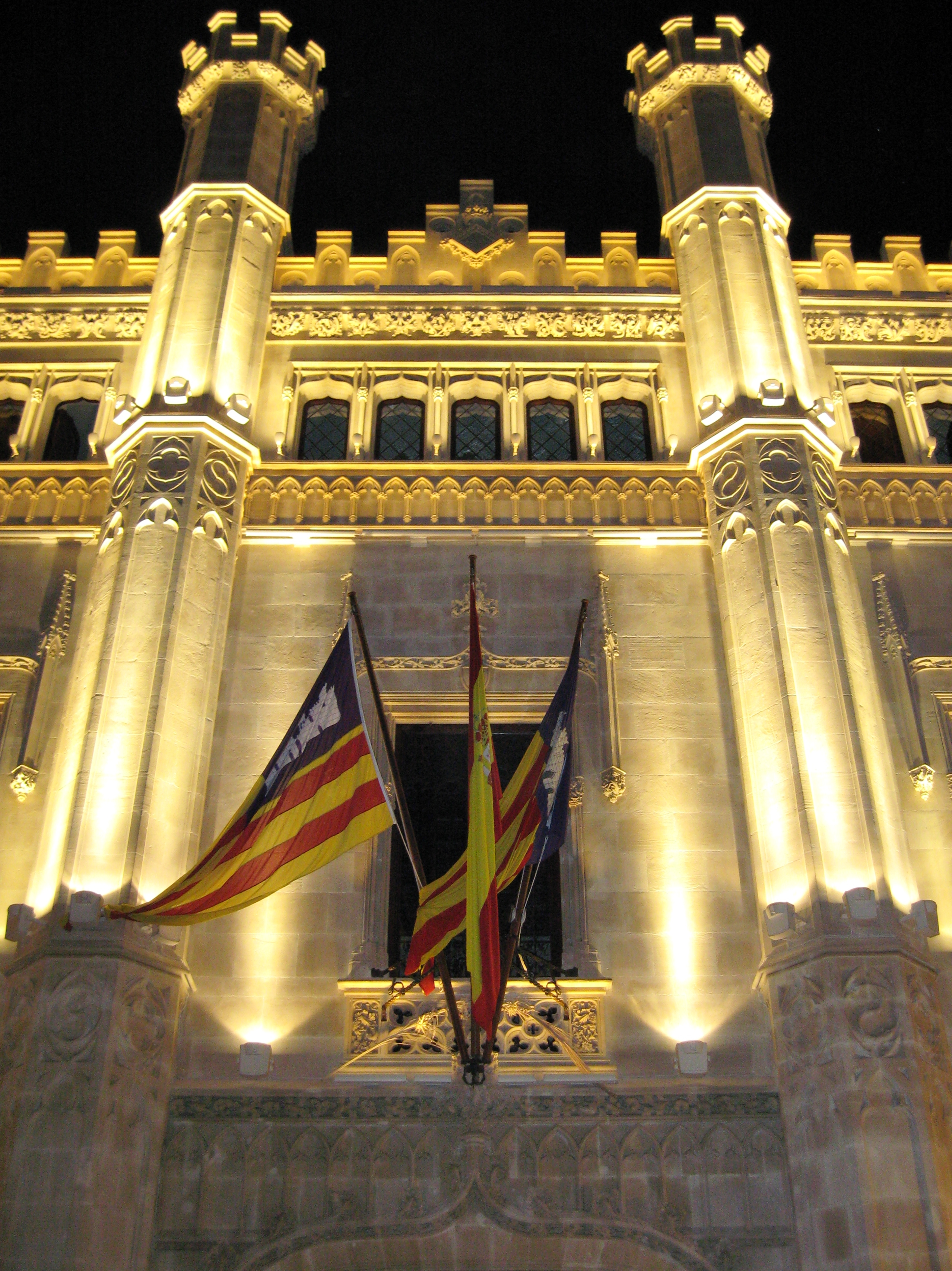
Sede del Consejo Insular de Mallorca, órgano encargado de la gestión de las carreteras mallorquinas.

La red de carreteras de Mallorca está formada por todas aquellas carreteras que discurren por la isla homónima. Todas ellas, sin importar su categoría, son competencia del Departamento de Obras Públicas del Consejo Insular de Mallorca.
La red se divide en tres categorías:
- Red primaria básica: Constituida por las carreteras por donde discurren tráficos de interés general, por la importancia cuantitativa o cualitativa que tienen, por comunicar las principales localidades o comarcas, los puertos o aeropuertos y por servir de base a los principales ejes económicos, comerciales y turísticos, y que forman una red conexa.
- Red primaria complemetaria: En la que se incluyen aquellas carreteras que, sin tener las características de la Red Primaria, sirven de comunicación intercomarcal, o cumplen una función que supera el ámbito municipal distribuyendo el tráfico por todo el ámbito insular.
- Red secundaria: Constituida por aquellas carreteras cuya función se limita a dar solución al transporte viario preferentemente en el ámbito propio del término municipal.

## Red primaria básica

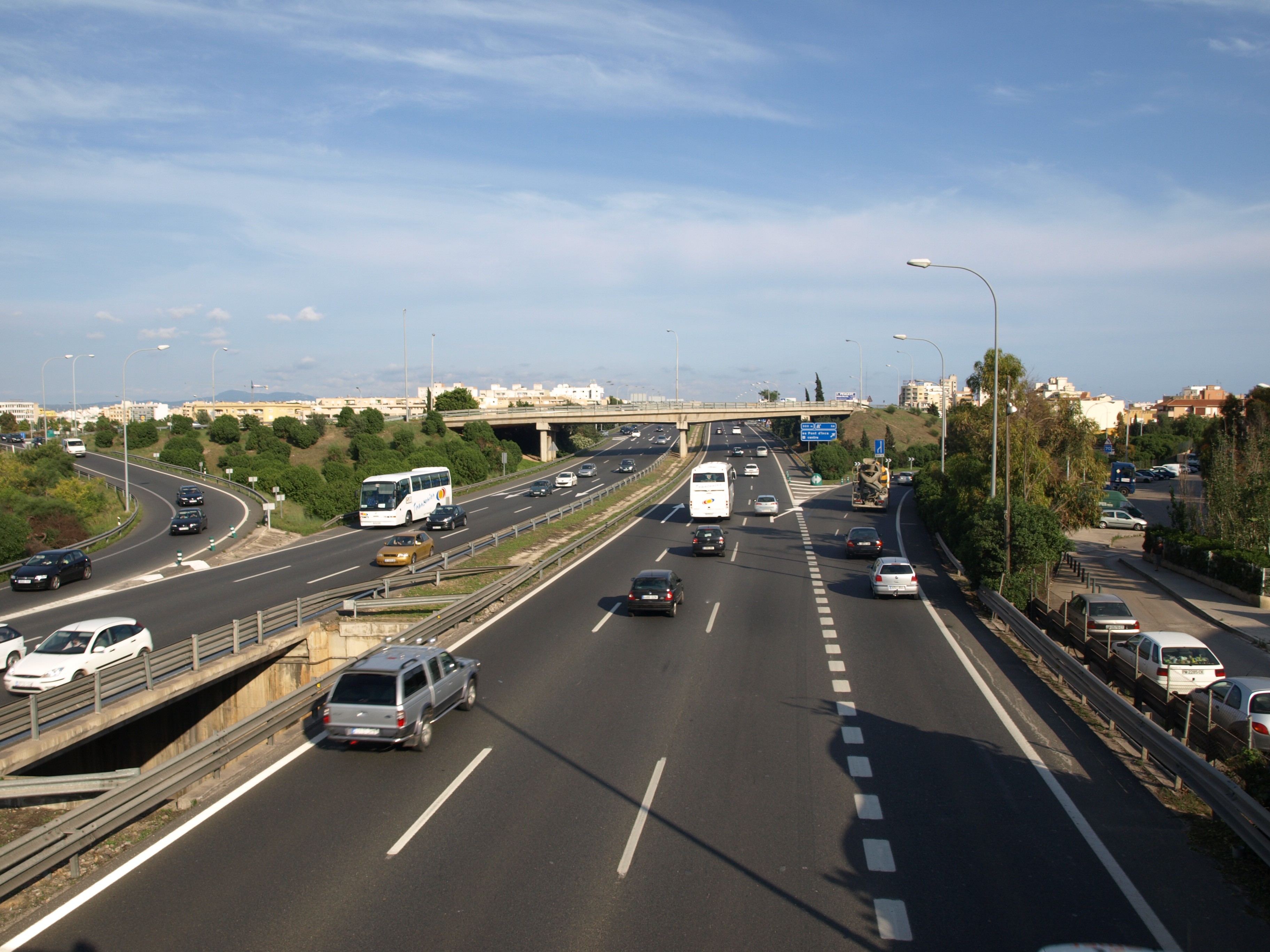
Ma-20

| Identificador | ID anterior | Denominación                                     | Longitud (km) | Recorrido                                                           |
| ------------- | ----------- | ------------------------------------------------ | ------------- | ------------------------------------------------------------------- |
| Ma-1          | PM-1 C-719  | Eje de Poniente o Autopista de Poniente          | 26            | Palma de Mallorca - Andrach                                         |
| Ma-11         | C-711       | Carretera de Sóller                              | 26,4          | Palma de Mallorca - Puerto de Sóller                                |
| Ma-13         | PM-27 C-713 | Eje Central o Autopista de Inca                  | 52            | Ma-20 - Alcudia                                                     |
| Ma-15         | C-715       | Desdoblamiento de Manacor o Carretera de Manacor | 83            | Palma de Mallorca - Capdepera                                       |
| Ma-19         | PM-19 C-717 | Eje de Levante o Autopista de Levante            | 60            | Palma de Mallorca - Porto Petro                                     |
| Ma-20         | PM-20       | Vía de Cintura                                   | 11            | Segunda ronda de circunvalación de Palma de Mallorca. Ma-1 - Ma-19  |
| Ma-30         | -           | Segundo Cinturón                                 | 8             | Tercera ronda de circunvalación de Palma de Mallorca. Ma-19 - Ma-13 |

## Red primaria complementaria

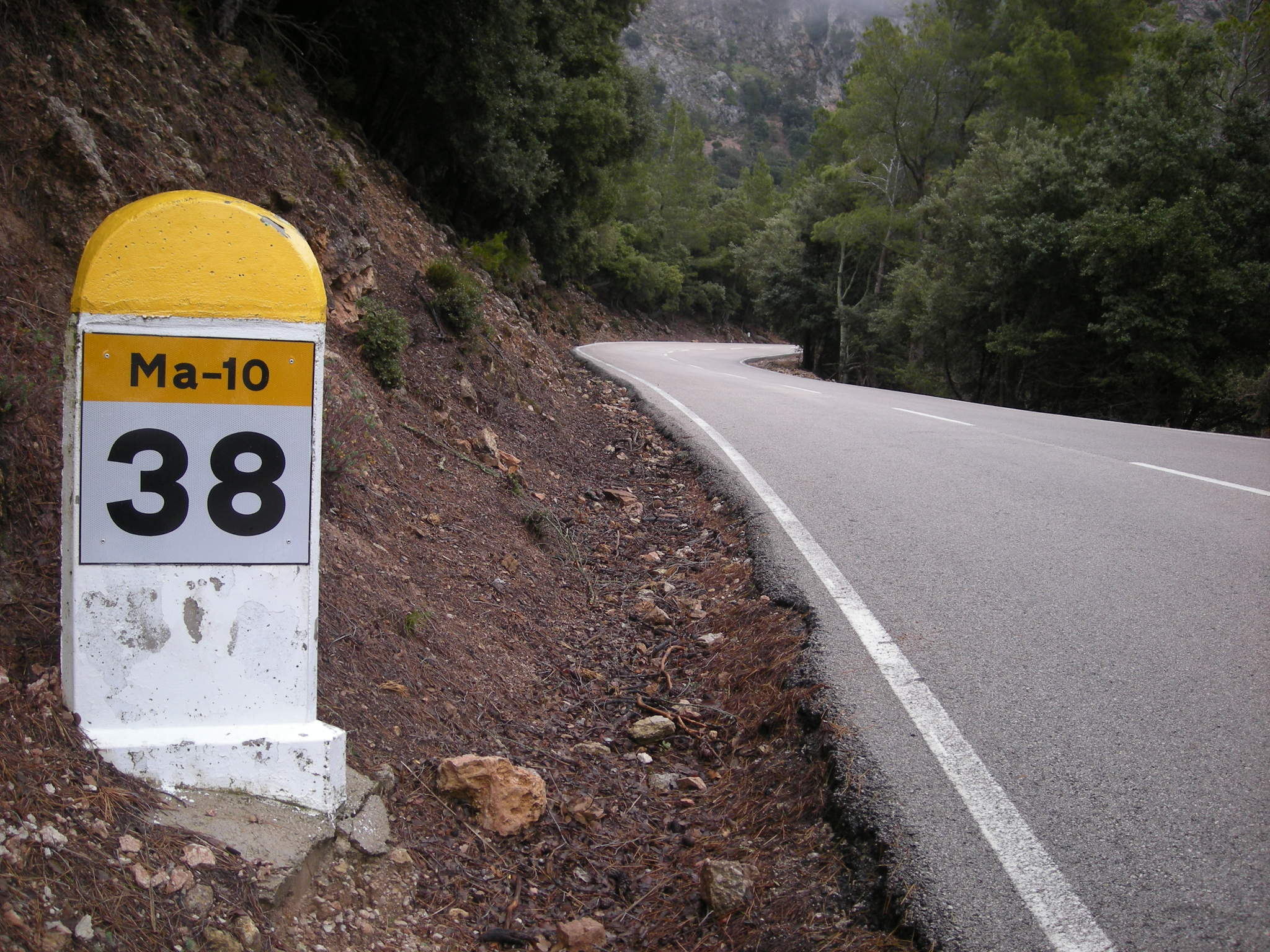
Ma-10

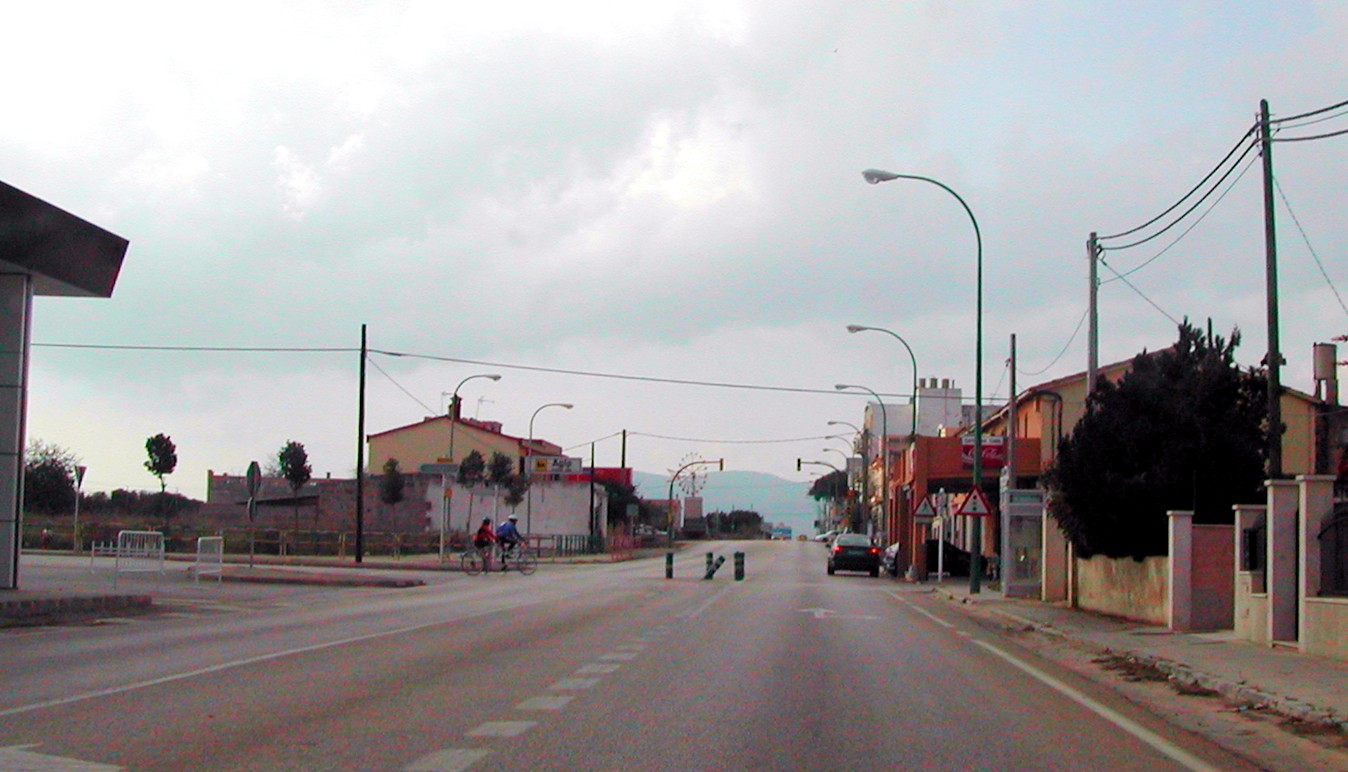
Ma-15D

| Identificador | ID anterior | Denominación                  | Longitud (km) | Recorrido                                    |
| ------------- | ----------- | ----------------------------- | ------------- | -------------------------------------------- |
| Ma-1A         | C-719       | Ma-1A                         | 4,6           | Peguera - Ma-1                               |
| Ma-1B         | C-719       | Ma-1B                         | 1             | Ma-1 - Ma-10                                 |
| Ma-1C         | C-719       | Ma-1C                         | 10,4          | Palma de Mallorca - Cala Figuera             |
| Ma-10         | C-710       | Ma-10 o Carretera de la Serra | 111           | Pollensa - Andrach                           |
| Ma-11A        | C-711       | Coll de Sóller                | 10,7          | Entrada al túnel - Sóller                    |
| Ma-11B        | C-711       | Variante del Puerto de Sóller | 3             | Sóller - Puerto de Sóller                    |
| Ma-12         | C-712       | Ma-12                         | 33            | Artá - Alcudia                               |
| Ma-13A        | C-713       | Ma-13A                        | 45            | Palma de Mallorca - La Puebla                |
| Ma-14         | C-714       | Ma-14                         | 29            | Santañí - Manacor                            |
| Ma-15A        | C-715       | Variante de Villafranca       | 2,5           | Ma-15 - Ma-15 (por Villafranca de Bonany)    |
| Ma-15B        | C-715       | Variante de Capdepera         | 2,2           | Ma-15 - Ma-15 (por Capdepera)                |
| Ma-15C        | C-715       | Variante de Manacor           | 4,5           | Ma-15 - Ma-15 (por Manacor)                  |
| Ma-15D        | C-715       | Variante de Son Ferriol       | 3,2           | Ma-15 - Ma-15 (por Son Ferriol)              |
| Ma-15E        | C-715       | Variante de Algaida           | 2,8           | Ma-15 - Ma-15 (por Algaida)                  |
| Ma-15F        | C-715       | Variante San Lorenzo          | 2,5           | Ma-15 - Ma-15 (por San Lorenzo del Cardezar) |
| Ma-19A        | C-717       | Variante de la Ma-19          | 20            | Playa de Palma - Llucmajor                   |

## Red secundaria

### Zona 1

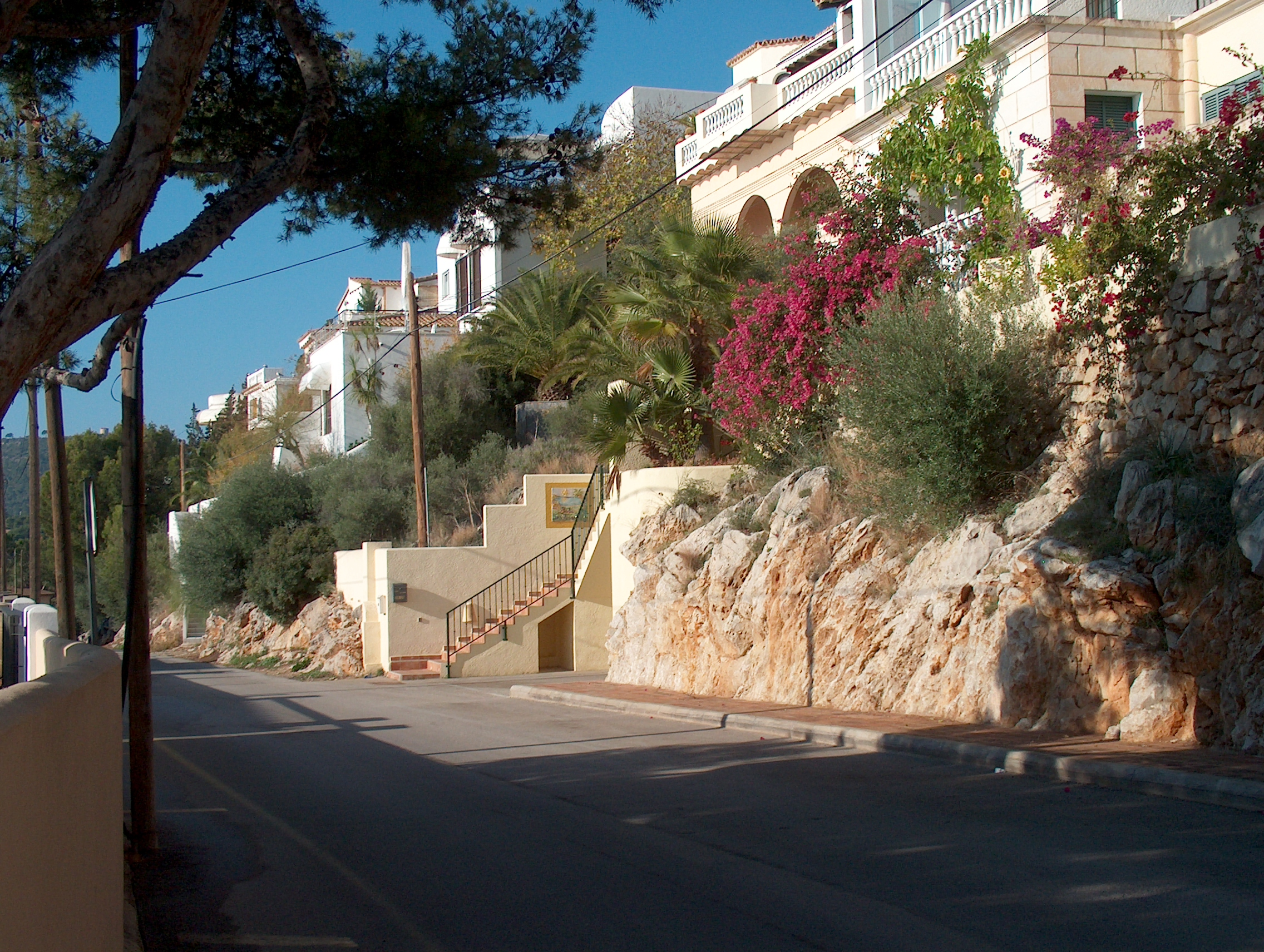
Ma-1011

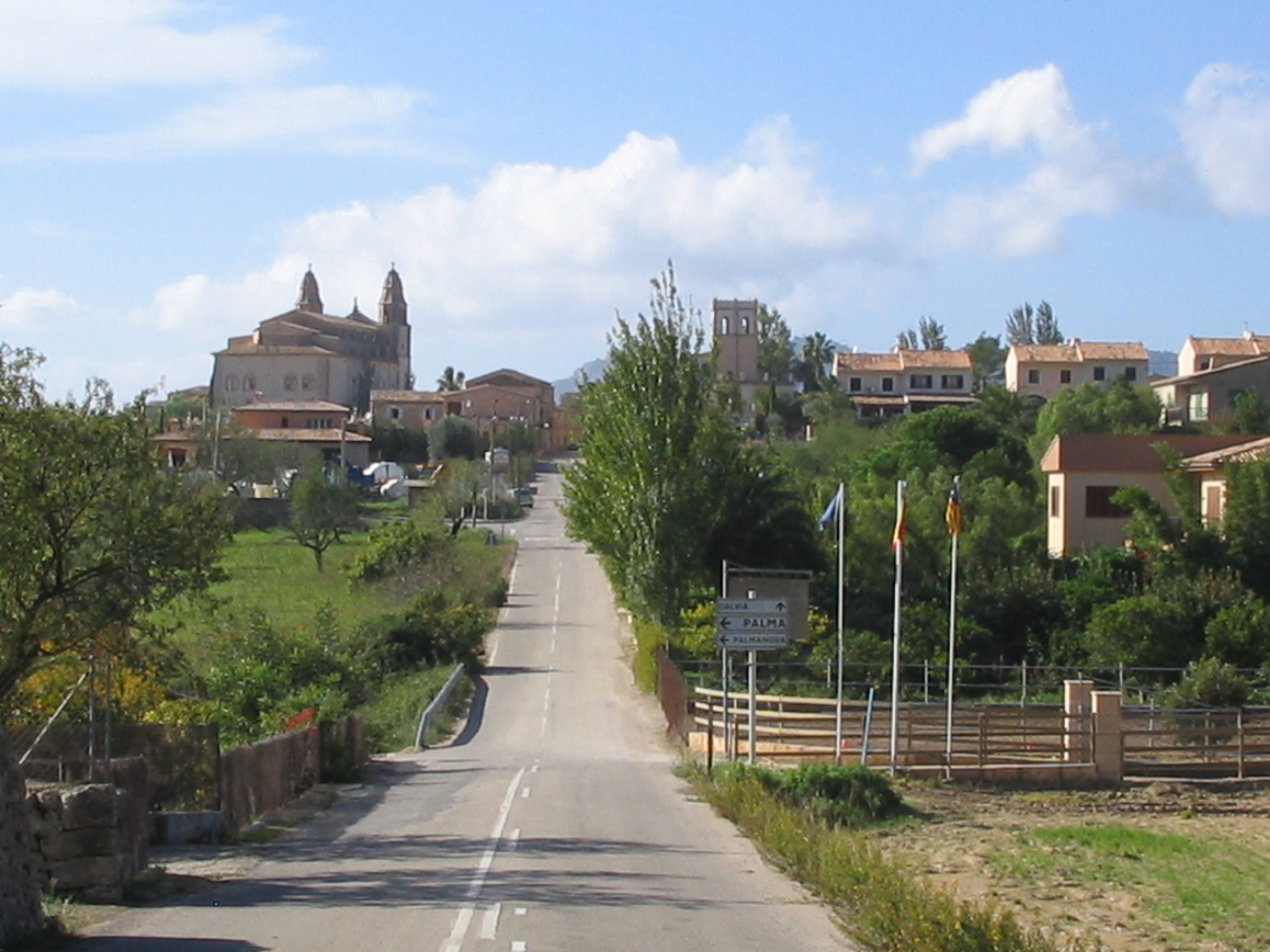
Ma-1016

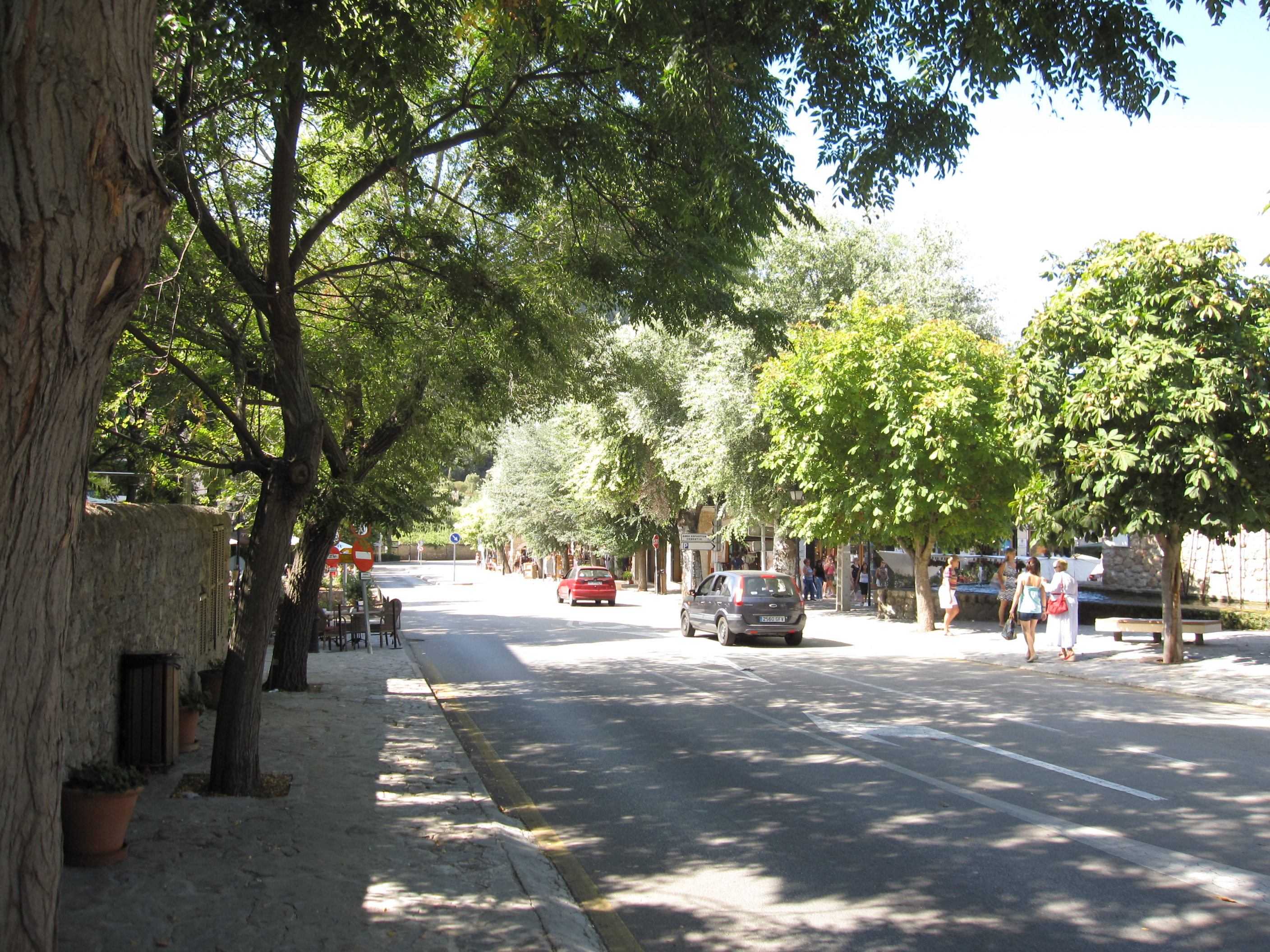
Ma-1110

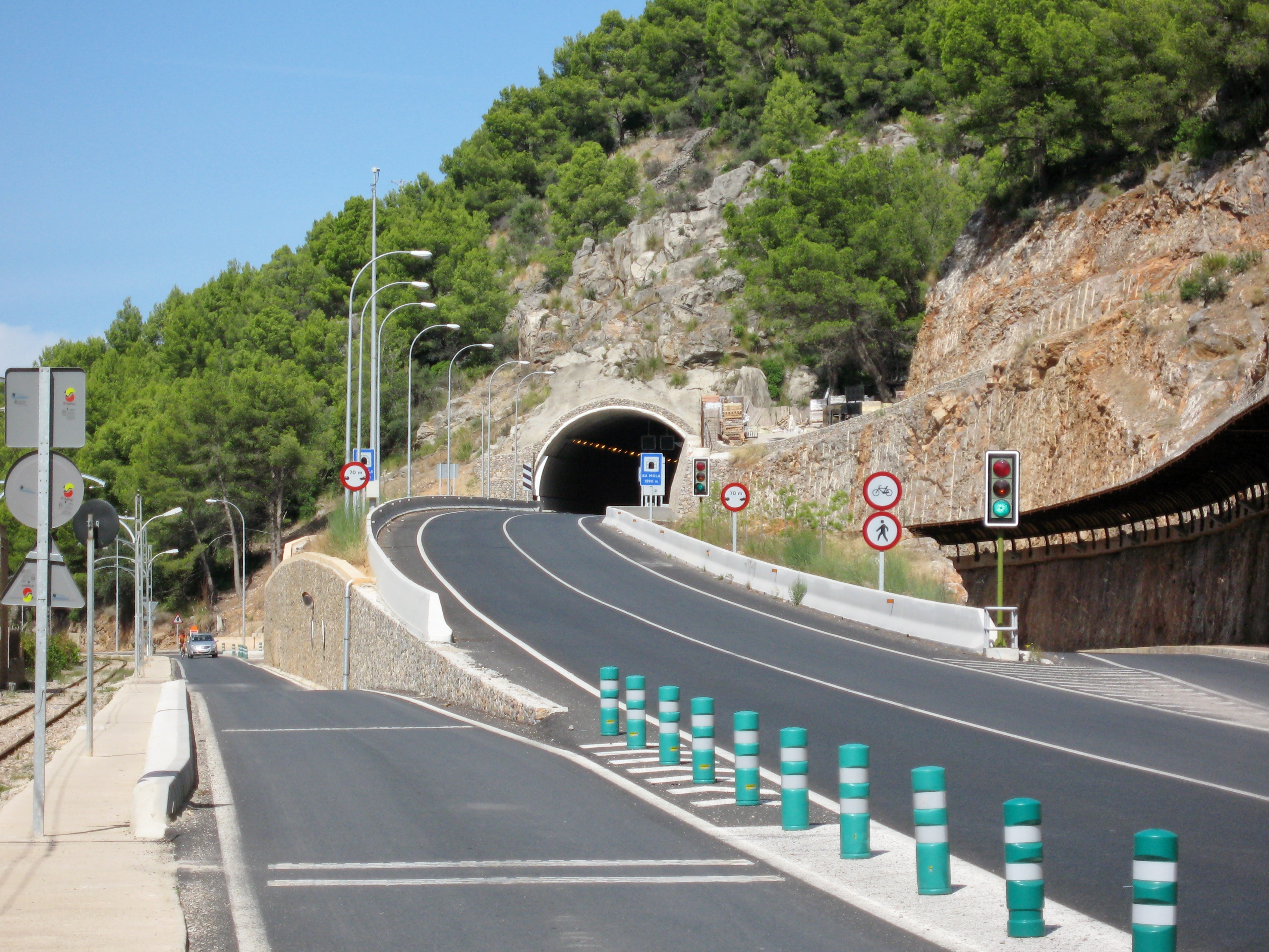
Ma-1134

Comprende carreteras cuyo identificador es Ma-1XXX y que discurren por los municipios de Andrach, Bañalbufar, Calviá, Deyá, Esporlas, Estellenchs, Palma de Mallorca, Puigpuñent, Valldemosa y Sóller. Abarca el oeste de la isla y está delimitada por la carretera de Sóller (Ma-11).
| Identificador | Anterior  | Denominación                       | Longitud (km) | Recorrido                       |
| ------------- | --------- | ---------------------------------- | ------------- | ------------------------------- |
| Ma-1011       | PMV-101-1 | Carretera de Cala Fornells         | 1             | Paguera - Cala Fornells         |
| Ma-1012       | PMV-101-2 | Camino de Capdellá                 | 5,6           | Paguera - Capdellá              |
| Ma-1013       | PMV-101-3 | Ma-1013                            | 3             | Ma-1 - Santa Ponsa              |
| Ma-1014       | PMV-101-4 | Ma-1014                            | 3,5           | Galatzó - Ma-1015               |
| Ma-1015       | PMV-101-5 | Ma-1015                            | 9,5           | Palmanova - Capdellá            |
| Ma-1016       | PMV-101-6 | Carretera de Calviá a Establiments | 11            | Calviá - Establiments           |
| Ma-1020       | PM-102    | Carretera de Camp de Mar           | 5             | Puerto de Andrach - Camp de Mar |
| Ma-1021       | PMV-102-1 | Ma-1021                            | 1,2           | Puerto de Andrach - Ma-1022     |
| Ma-1022       | PMV-102-2 | Camino de Son Llarg                | 2,3           | Ma-1 - Puerto de Andrach        |
| Ma-1030       | PM-103    | Carretera de San Telmo             | 8,5           | Andrach - San Telmo             |
| Ma-1031       | PMV-103-1 | Coll de Esteva                     | 7,2           | Andrach - Capdellá              |
| Ma-1032       | PMV-103-2 | Ma-1032                            | 11,2          | Capdellá - Puigpuñent           |
| Ma-1040       | PM-104    | Carretera de Esporlas              | 10            | Palma de Mallorca - Esporlas    |
| Ma-1041       | PMV-104-1 | Carretera de Puigpuñent            | 14            | Palma de Mallorca - Puigpuñent  |
| Ma-1042       | PMV-104-2 | Calle del Molino del Conde         | 2,5           | Ma-1041 - Establiments          |
| Ma-1043       | PMV-104-3 | Coll de sa Creu                    | 8,5           | Ma-1044 - Ma-1016               |
| Ma-1044       | PMV-104-4 | Camino de Génova                   | 5,3           | San Agustín - Plaza Puente      |
| Ma-1045       | PMV-104-5 | Calle del Rector Vives             | 1,8           | Ma-1048 - Ma-1044               |
| Ma-1046       | PMV-104-6 | Ma-1046                            | 2,6           | Avenida de Joan Miró - Génova   |
| Ma-1047       | PMV-104-7 | Ma-1047                            | 1             | Ma-1046 - Génova                |
| Ma-1048       | PMV-104-8 | Ma-1048                            | 2             | Ma-1045 - Ma-1046               |
| Ma-1050       | PM-105    | Camino del Estrecho                | 2,5           | Andrach - S'arracó              |
| Ma-1100       | PM-110    | Ma-1100                            | 3,3           | Ma-10 - Esporlas                |
| Ma-1101       | PMV-110-1 | Ma-1101                            | 10            | Puigpuñent - Ma-1100            |
| Ma-1110       | PM-111    | Carretera de Valldemosa            | 17            | Palma de Mallorca - Valldemosa  |
| Ma-1120       | PM-112    | Ma-1120                            | 4,8           | Ma-1110 - Esporlas              |
| Ma-1130       | PM-113    | Ma-1130                            | 1             | Ma-10 - Valldemosa              |
| Ma-1131       | PMV-113-1 | Ma-1131                            | 5,6           | Ma-10 - Puerto de Valldemosa    |
| Ma-1134       | PMV-113-4 | Ma-1134                            | 1             | Ma-11B - Puerto de Sóller       |
| Ma-1140       | PM-114    | Ma-1140                            | 3,3           | Palmañola - S'esgleieta         |
| Ma-1150       | PM-115    | Camino del Faro                    | 1,4           | Puerto de Sóller - Faro         |

### Zona 2

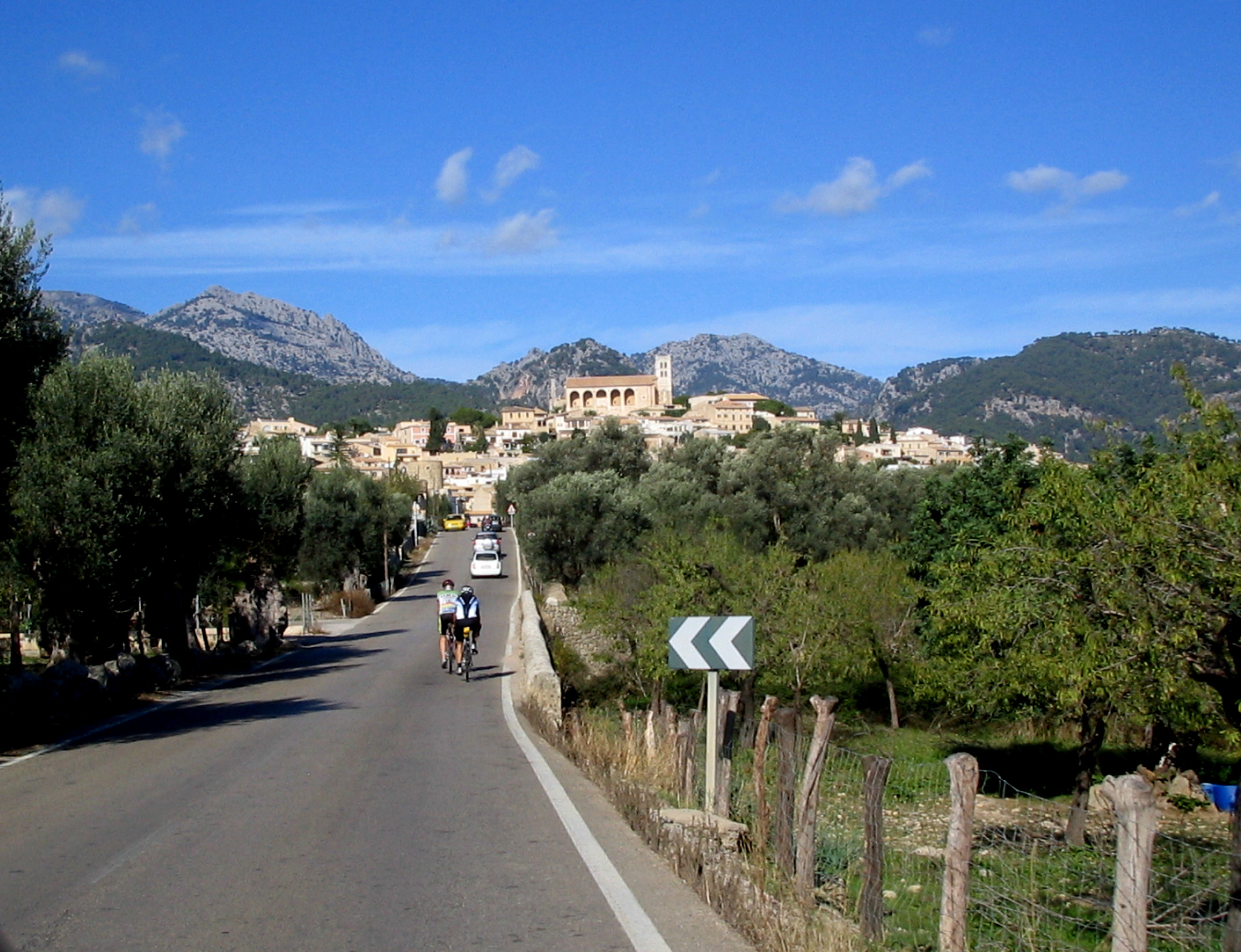
Ma-2114

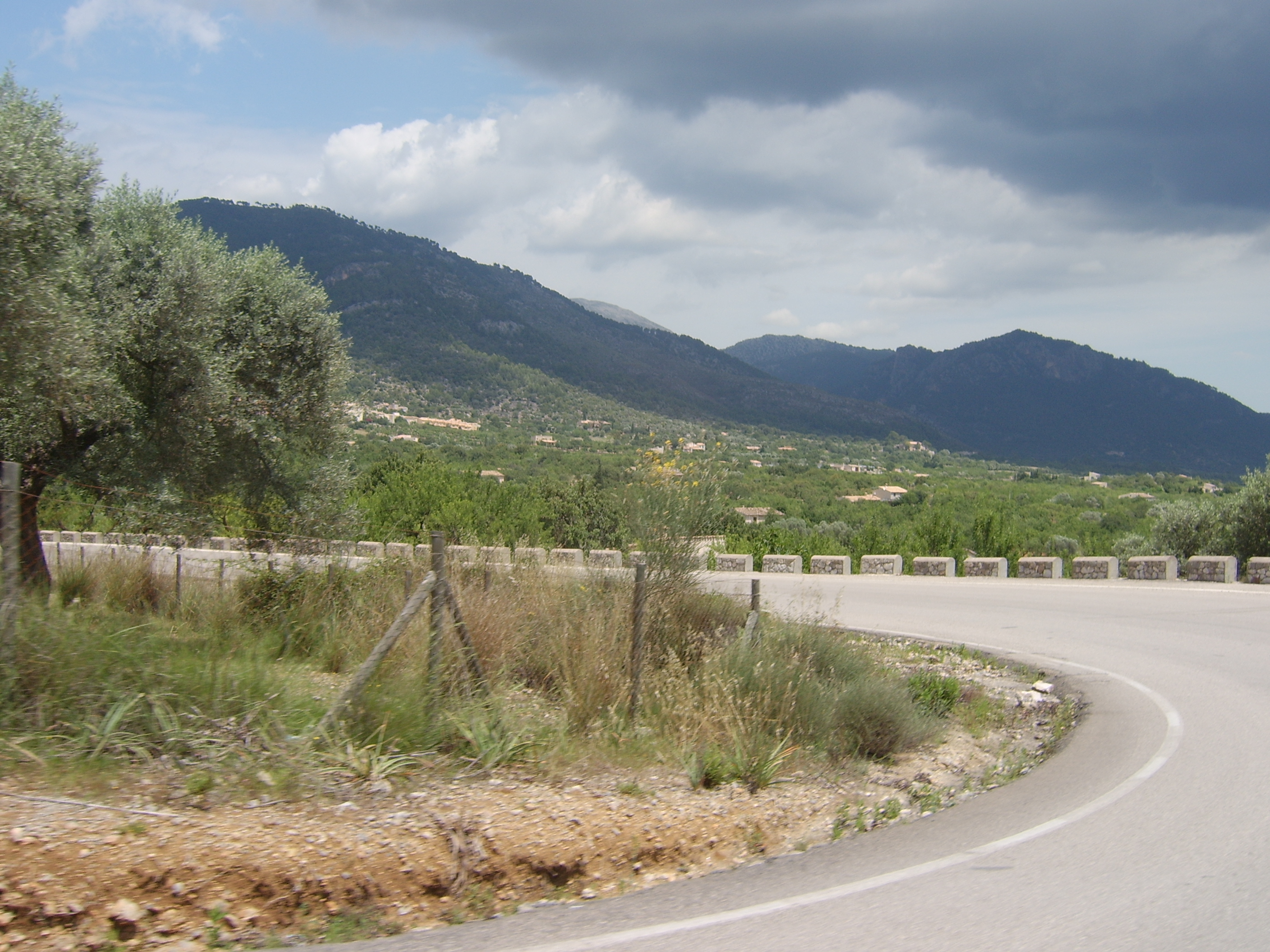
Ma-2130

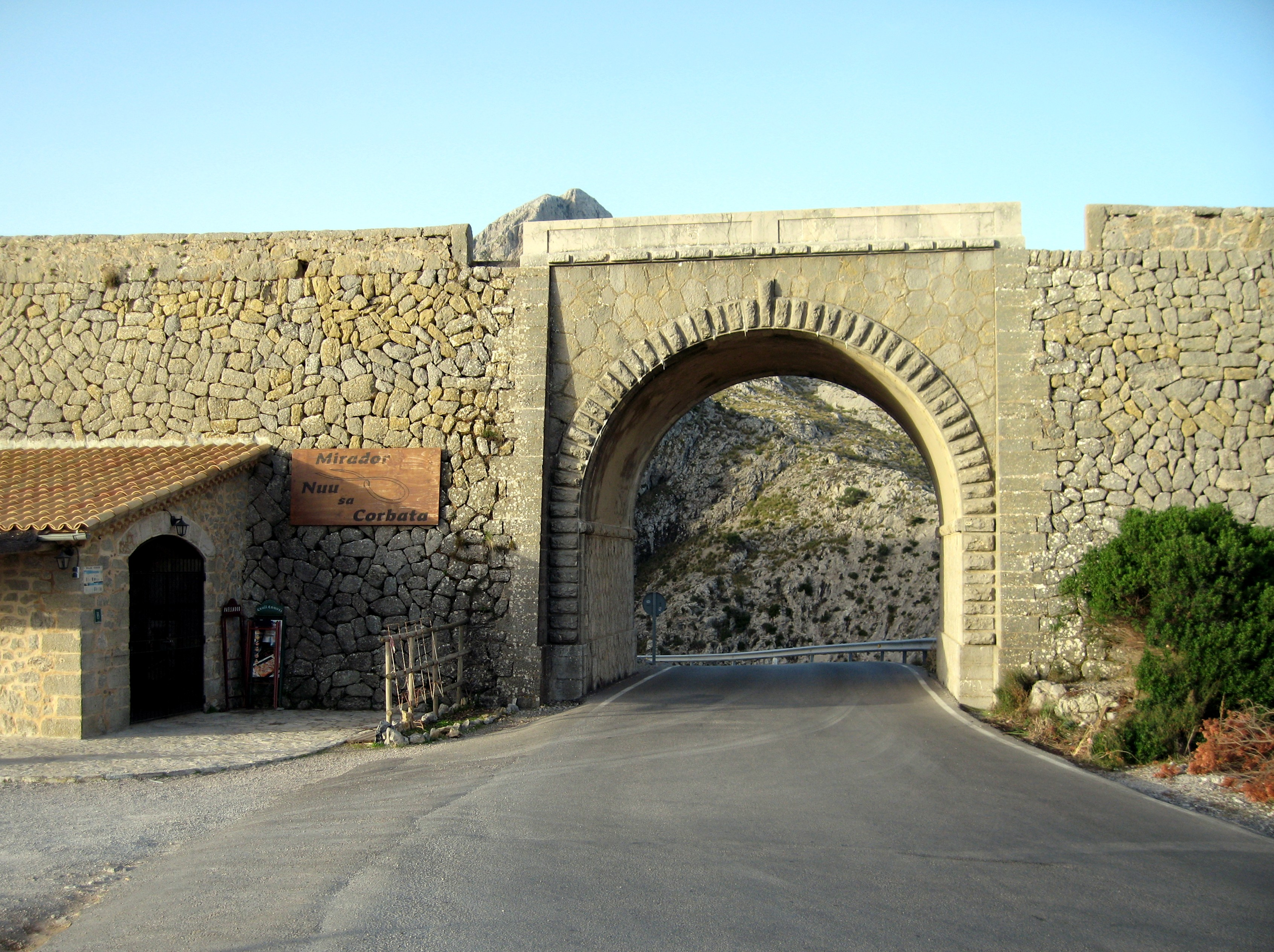
Ma-2141

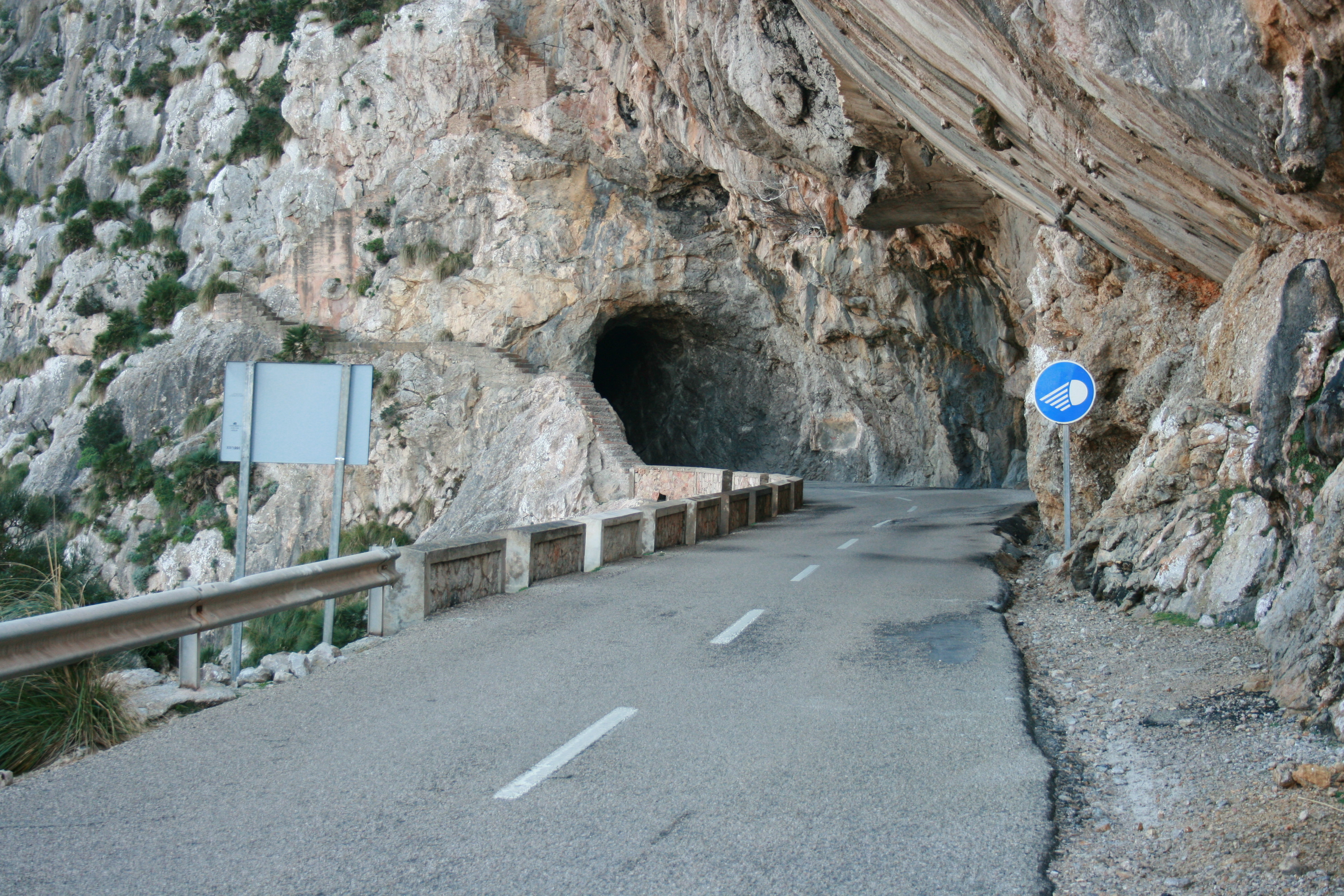
Ma-2210

Comprende carreteras cuyo identificador es Ma-2XXX y que discurren por los municipios de Alaró, Alcudia, Buñola, Campanet, Consell, Escorca, Fornaluch, Inca, Lloseta, Mancor del Valle, Marrachí, Pollensa, Santa María del Camino, Selva y Sóller. Abarca el norte de la isla así como la comarca de Raiguer y está delimitada por la carretera de Sóller (Ma-11) y el Eje Central (Ma-13).
| Identificador | Anterior  | Denominación                               | Longitud (km) | Recorrido                                |
| ------------- | --------- | ------------------------------------------ | ------------- | ---------------------------------------- |
| Ma-2010       | PM-201    | Cuesta de la Estación                      | 1,2           | Ma-11 - Buñola                           |
| Ma-2020       | PM-202    | Ma-2020                                    | 9,1           | Santa María del Camino - Buñola          |
| Ma-2021       | PMV-202-1 | Camino del Raiguer                         | 7,3           | Santa María del Camino - Alaró           |
| Ma-2022       | PMV-202-2 | Ma-2022                                    | 5             | Consell - Alaró                          |
| Ma-2030       | PM-203    | Ma-2030                                    | 2,6           | Palmañola - Ma-2020                      |
| Ma-2031       | PMV-203-1 | Camino Viejo de Buñola                     | 10,5          | Palma de Mallorca - Ma-2030              |
| Ma-2032       | PMV-203-2 | Ma-2032                                    | 1             | Ma-2030 - Ma-2020                        |
| Ma-2040       | PM-204    | Ma-2040                                    | 4,5           | Marrachí - Ma-2020                       |
| Ma-2050       | PM-205    | Acceso a Alaró                             | 1,8           | Ma-13A - Ma-2022                         |
| Ma-2100       | PM-210    | Ma-2100                                    | 19,3          | Buñola - Alaró                           |
| Ma-2110       | PM-211    | Ma 2110                                    | 11            | Inca - Alaró                             |
| Ma-2111       | PMV-211-1 | Ma-2111                                    | 3,4           | Ma-13A - Lloseta                         |
| Ma-2111A      | PMV-211-1 | Ma-2111A                                   | 2             | Can Negte - Estación de Lloseta          |
| Ma-2112       | PMV-211-2 | Ma-2112                                    | 4,5           | Inca - Mancor del Valle                  |
| Ma-2113       | PMV-211-3 | Ma-2113                                    | 3             | Lloseta - Ma-2112                        |
| Ma-2114       | PMV-211-4 | Ma-2114                                    | 2,2           | Ma-2112 - Selva                          |
| Ma-2120       | PM-212    | Ma-2120                                    | 1,3           | Ma-10 - Fornaluch                        |
| Ma-2121       | PMV-212-1 | Ma-2121                                    | 4,6           | Sóller - Fornaluch                       |
| Ma-2122       | PMV-212-2 | Ma-2122                                    | 1             | Ma-2121 - Sóller                         |
| Ma-2123       | PMV-212-3 | Camino de Ses Argiles                      | 1,5           | Ma-2122 - Ma-10                          |
| Ma-2124       | PMV-212-4 | Camino de Sa Figuera                       | 5             | Ma-10 - Puerto de Sóller                 |
| Ma-2125       | PMV-212-5 | Calle de la Iglesia                        | 0,1           | Puerto de Sóller - Calle Costa i Llobera |
| Ma-2130       | PM-213    | Carretera de Lluch                         | 16,5          | Inca - Monasterio de Lluch               |
| Ma-2131       | PMV-213-1 | Ma-2131                                    | 6,5           | Selva - Campanet                         |
| Ma-2132       | PMV-213-2 | Ma-2132                                    | 3,5           | Ma-13A - Campanet                        |
| Ma-2140       | PM-214    | Ma-2140                                    | 0,9           | Ma-10 - Monasterio de Lluch              |
| Ma-2141       | PMV-214-1 | Carretera de la Calobra                    | 5             | Ma-10 - La Calobra                       |
| Ma-2200       | PM-220    | Carretera de Pollensa                      | 17,3          | Ma-13 - Puerto de Pollensa               |
| Ma-2200A      | PM-220    | Travesía del Puerto de Pollensa            | 2,2           | Ma-2200 - Ma-2220                        |
| Ma-2201       | PMV-220-1 | Ma-2201                                    | 6,6           | Ma-13 - Pollensa                         |
| Ma-2202       | PMV-220-2 | Ma-2201                                    | 6             | Pollensa - Ma-2220                       |
| Ma-2203       | PMV-220-3 | Carretera de Cala San Vicente              | 4             | Ma-2200 -Cala San Vicente                |
| Ma-2210       | PM-221    | Carretera de Formentor                     | 19            | Puerto de Pollensa - Cabo de Formentor   |
| Ma-2220       | PM-222    | Carretera del Puerto de Pollensa a Alcudia | 7,5           | Puerto de Pollensa - Alcudia             |
| Ma-2240       | PM-224    | Ma-2240                                    | 2             | Ma-2210 - Punta de la Avanzada           |

### Zona 3

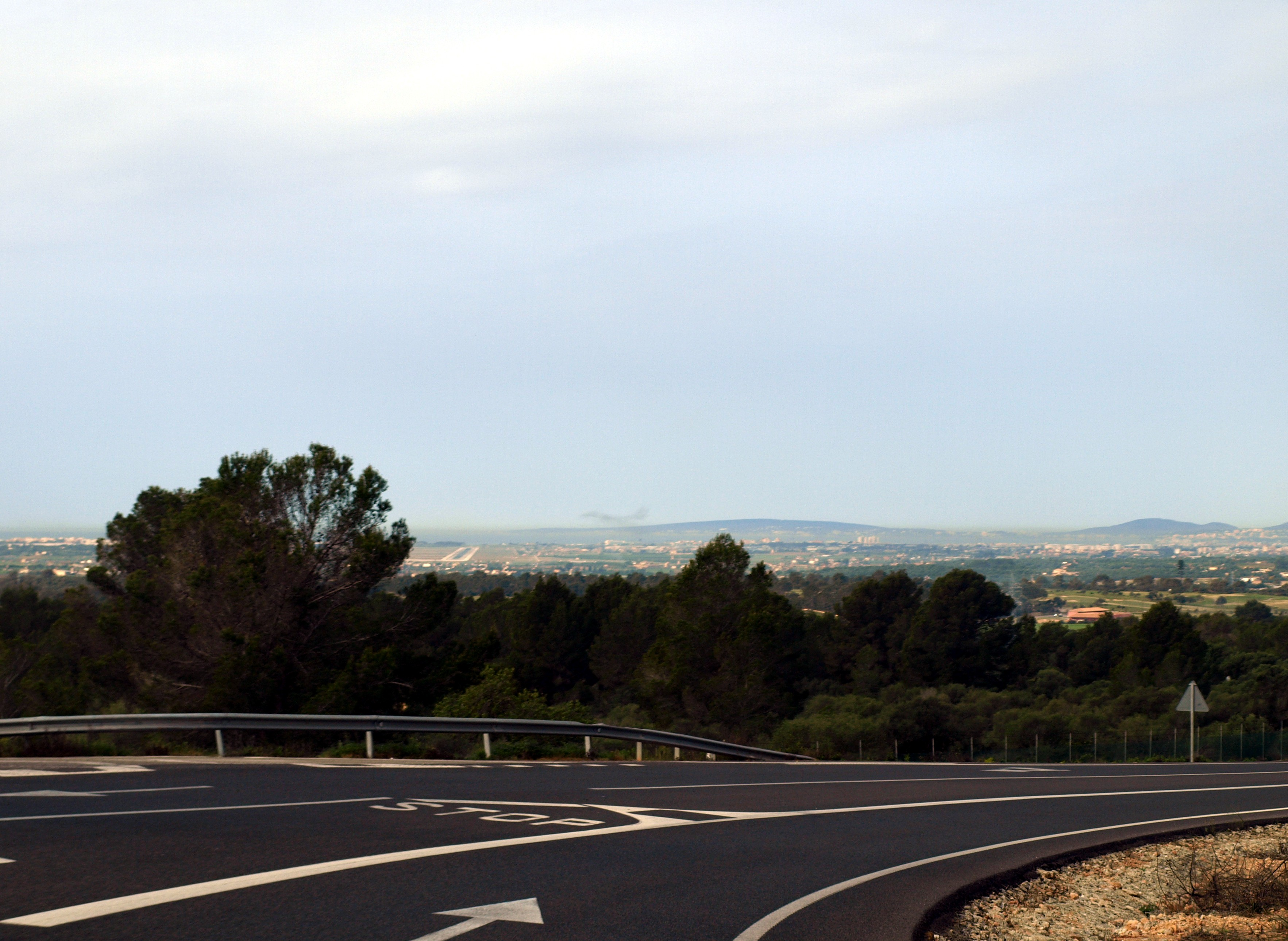
Ma-3011

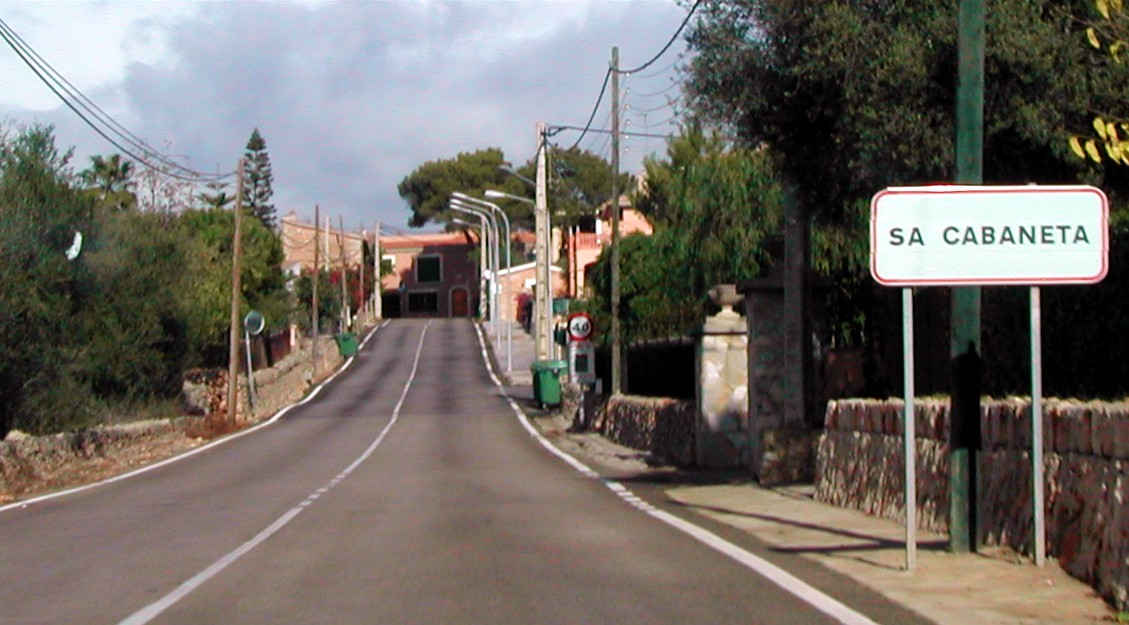
Ma-3016

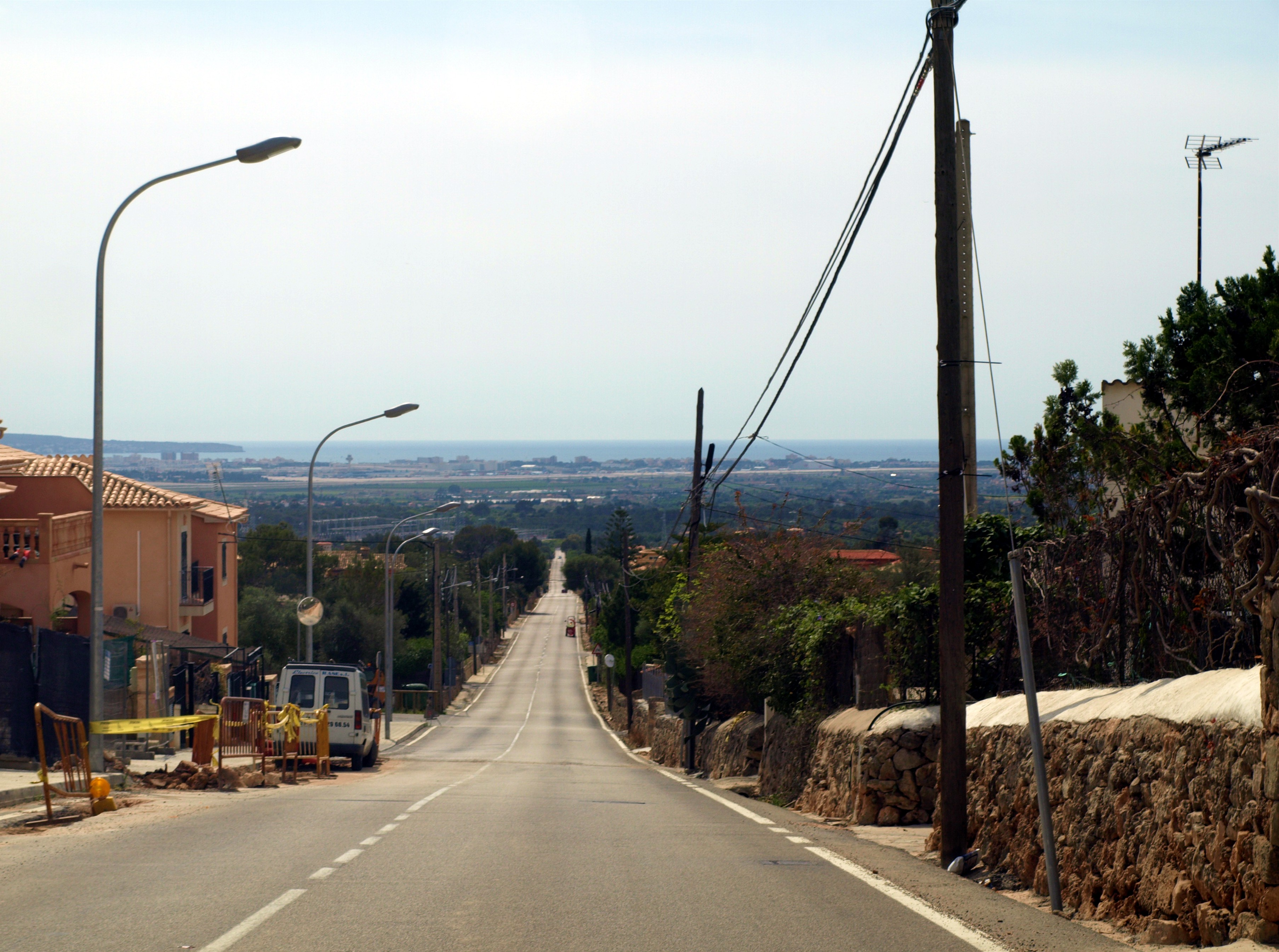
Ma-3017

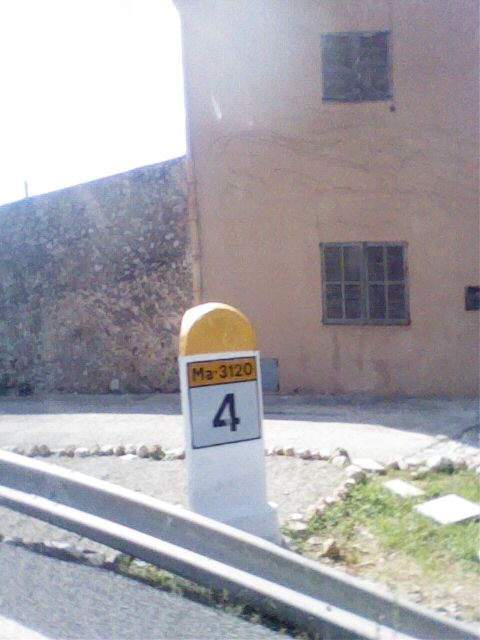
Ma-3120

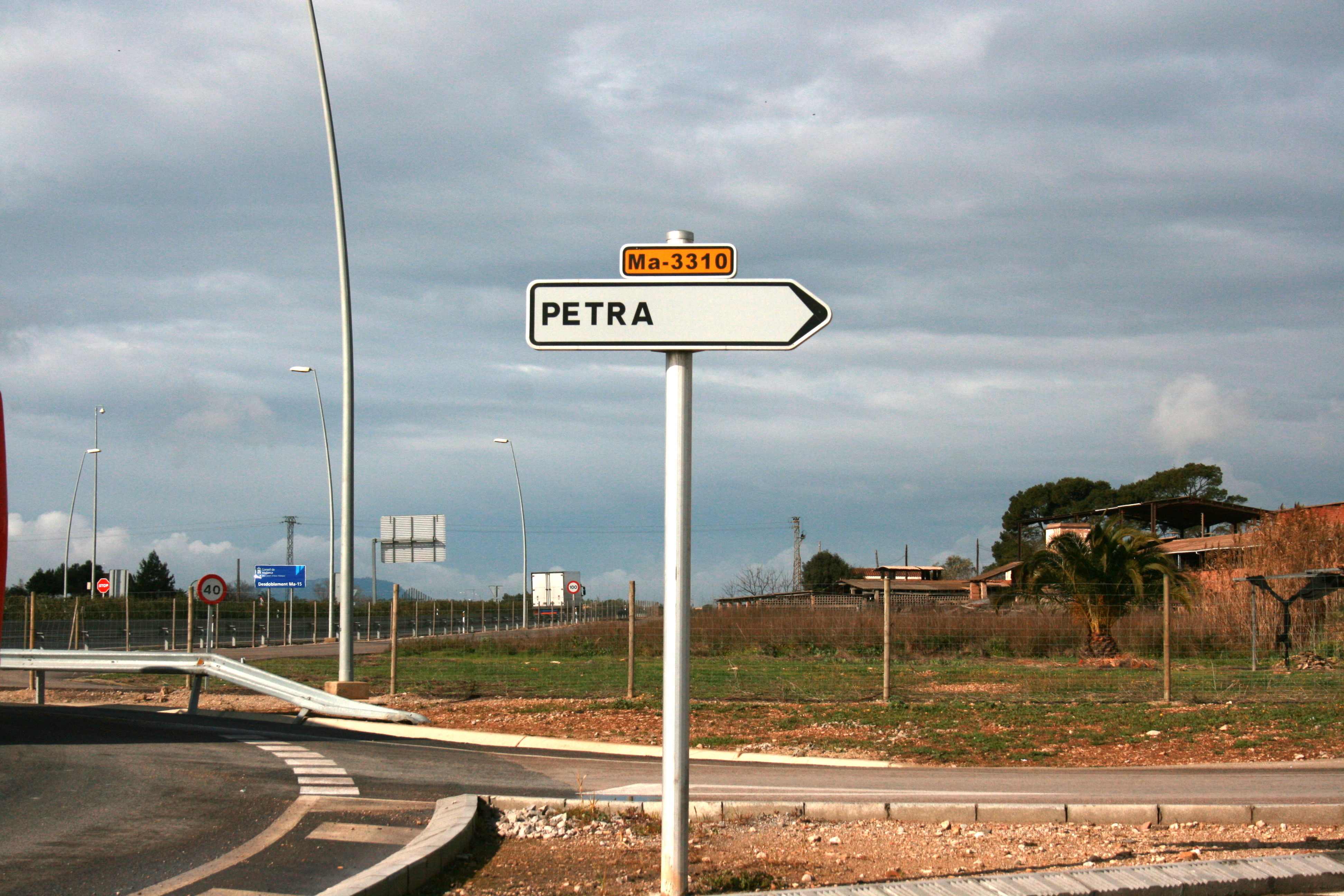
Ma-3310

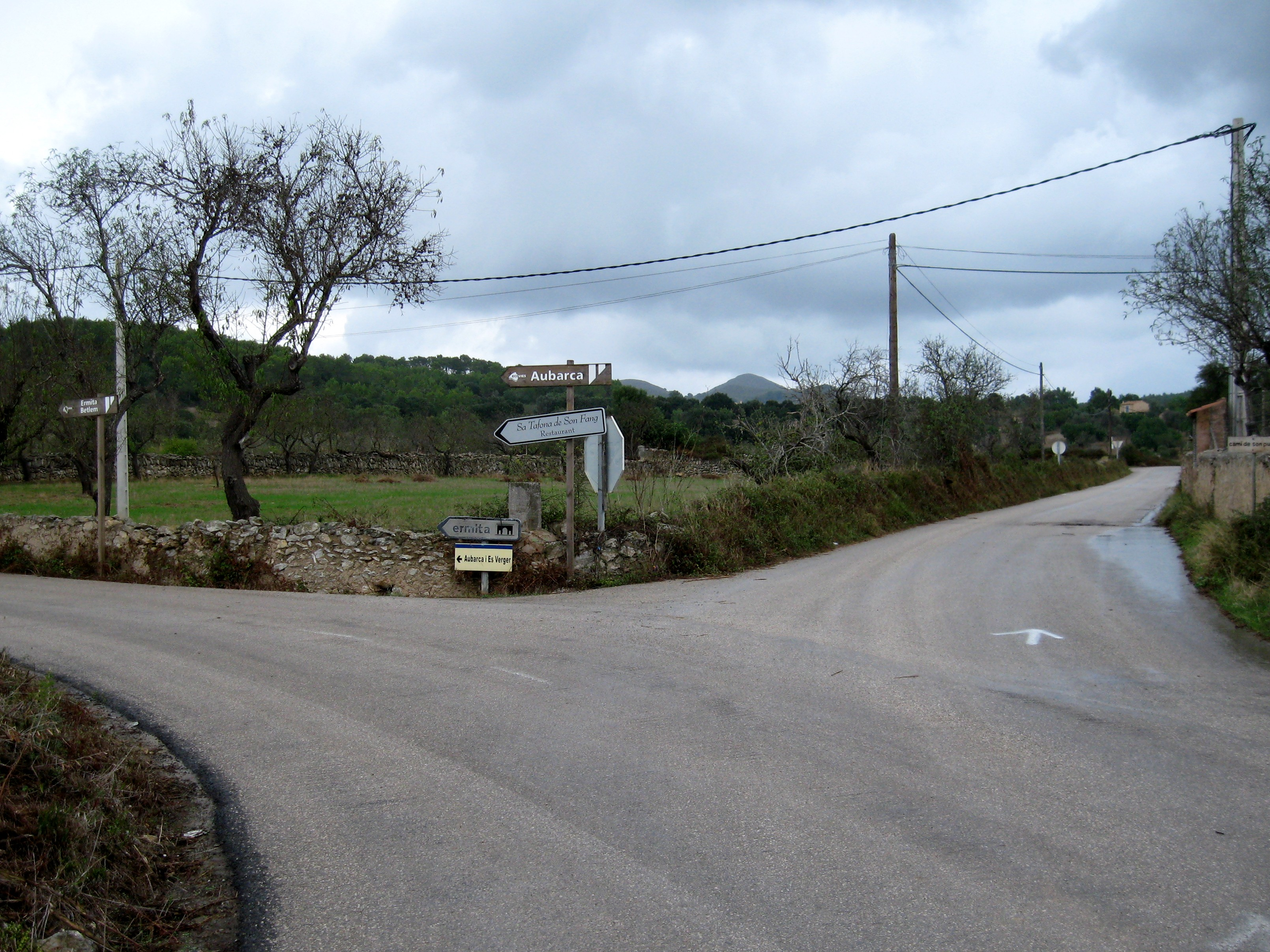
Ma-3333

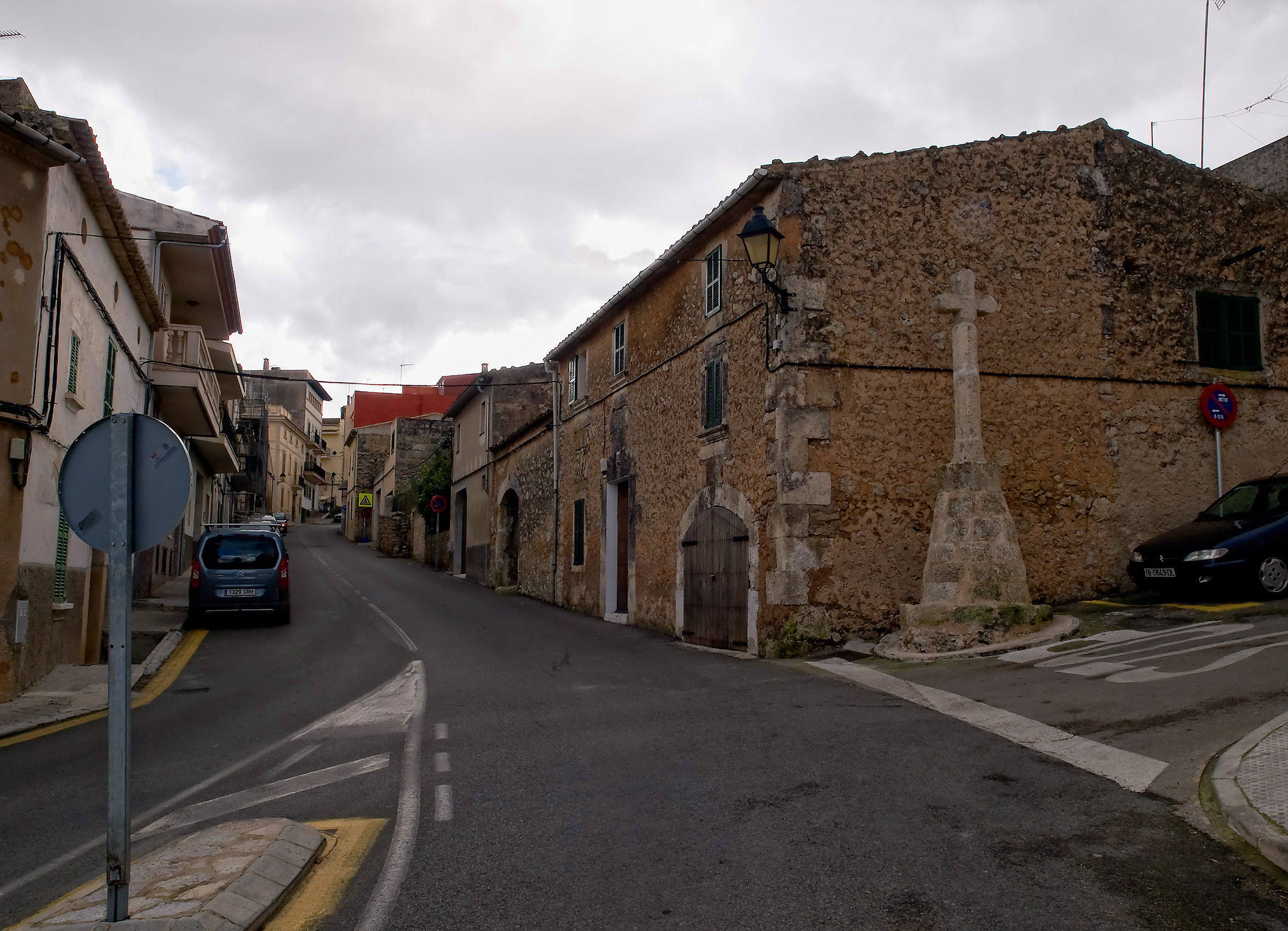
Ma-3422

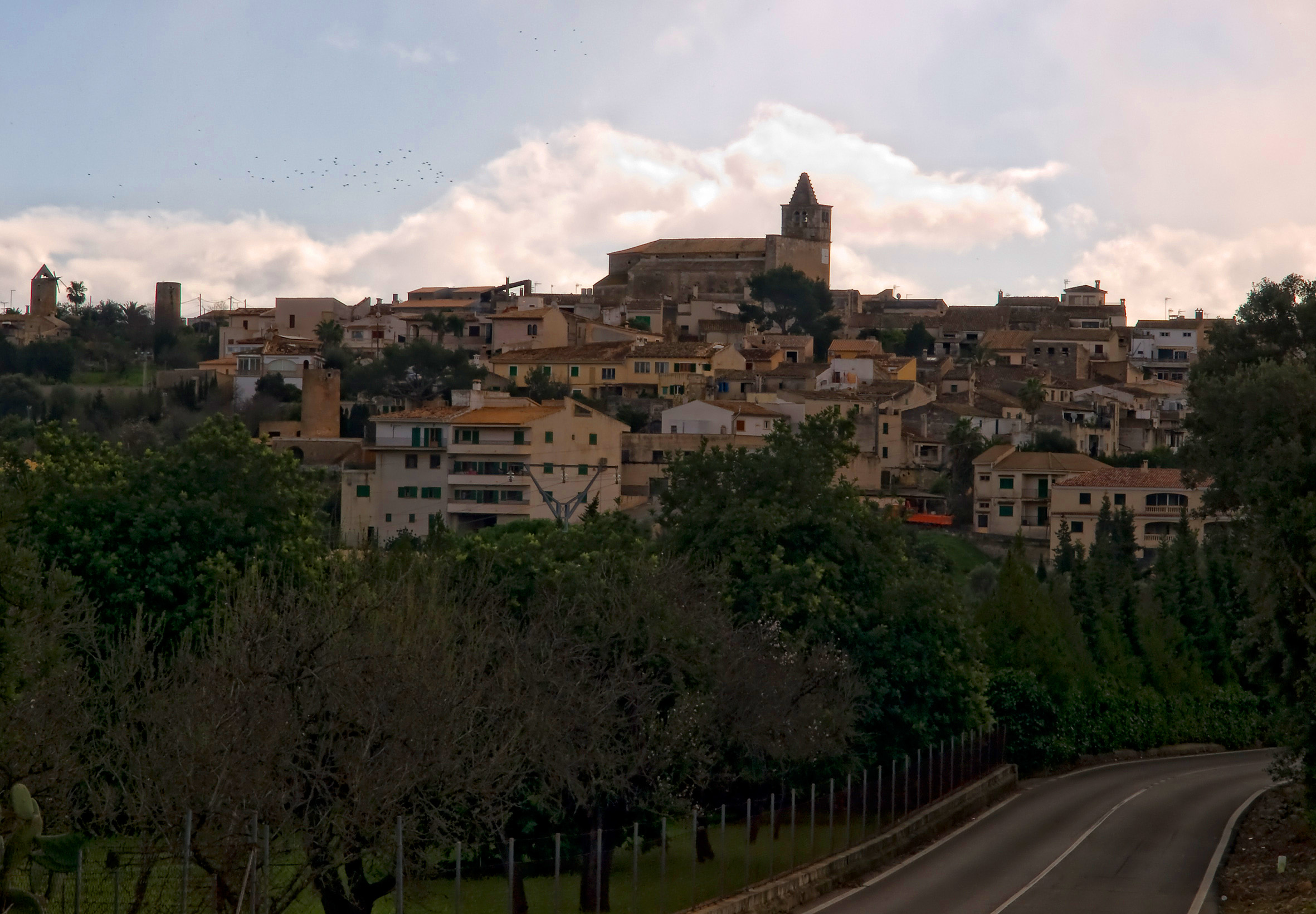
Ma-3423

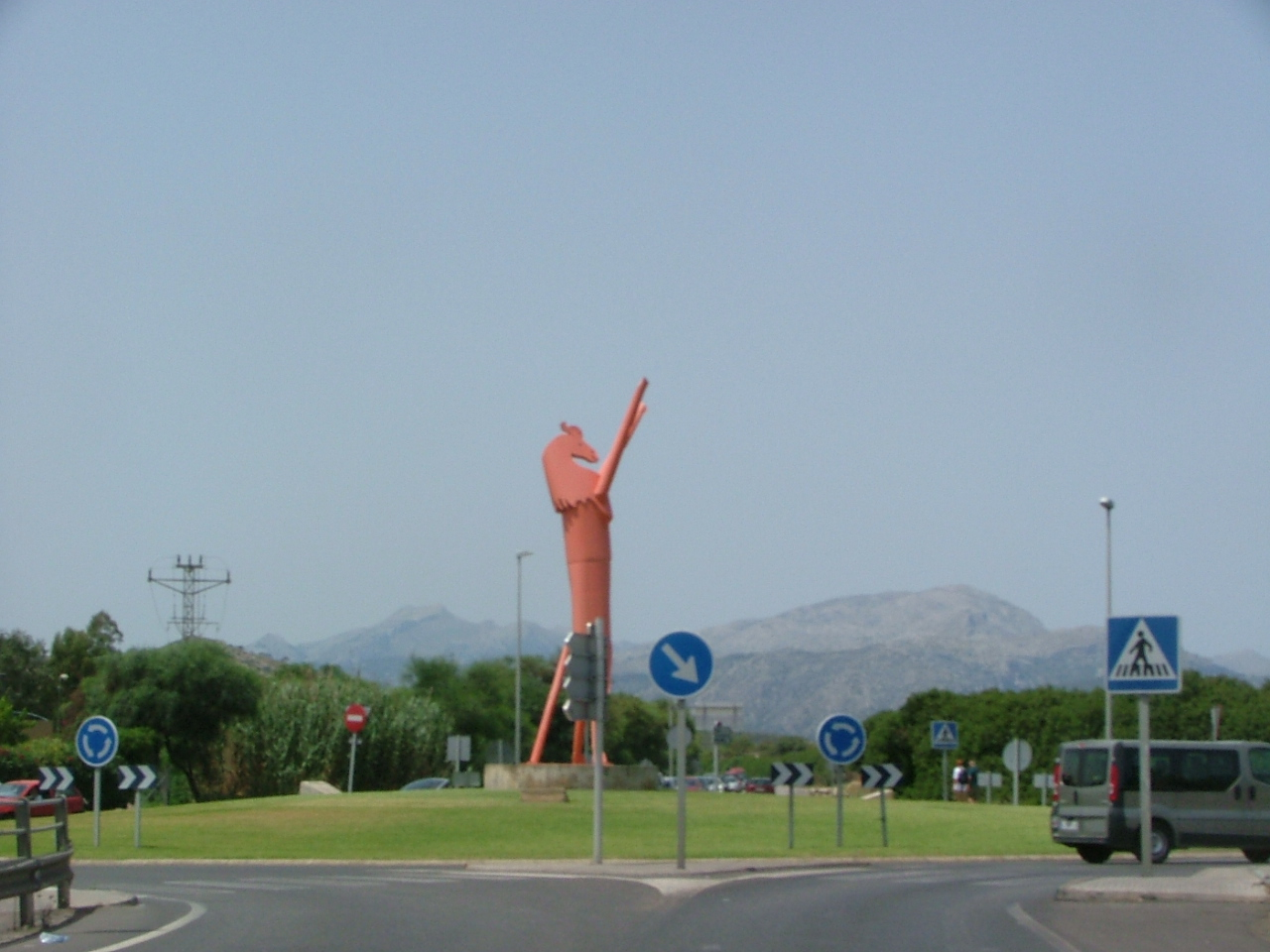
Ma-3460

Comprende carreteras cuyo identificador es Ma-3XXX y que discurren por los municipios de Alcudia, Algaida, Ariañy, Artá, Binisalem, Búger, Costich, Lloret de Vista Alegre, Llubí, Manacor, María de la Salud, Marrachí, Montuiri, Muro, Petra, Palma de Mallorca, La Puebla, Santa Eugenia, Santa Margarita, Santa María del Camino, Sancellas, San Juan, San Lorenzo del Cardezar y Sinéu. Abarca gran parte del interior de la isla — Llano de Mallorca así como algunas áreas de Raiguer y Levante — y está delimitada por el Eje Central (Ma-13) y el Desdoblamiento de Manacor (Ma-15).
| Identificador | Anterior  | Denominación                         | Longitud (km) | Recorrido                             |
| ------------- | --------- | ------------------------------------ | ------------- | ------------------------------------- |
| Ma-3010       | PM-301    | Ma-3010                              | 3,5           | Santa María del Camino - Pórtol       |
| Ma-3011       | PMV-301-1 | Carretera de Sinéu                   | 30            | Palma de Mallorca - Sinéu             |
| Ma-3012       | PMV-301-2 | Camino de la Montaña                 | 2,5           | Ma-15D - Ma-3011                      |
| Ma-3013       | PMV-301-3 | Ma-3013                              | 4             | Son Ferriol - Cas Capitá              |
| Ma-3015       | PMV-301-5 | Ma-3015                              | 4             | Santa María del Camino - Ma-13A       |
| Ma-3016       | PMV-301-6 | Ma-3016                              | 4             | La Cabaneta - Ma-3030                 |
| Ma-3017       | PMV-301-7 | Camino de la Comuna                  | 4             | Ma-3011 - La Cabaneta                 |
| Ma-3018       | PMV-301-8 | Ma-3018                              | 1,1           | Ma-15 - Ma-20                         |
| Ma-3020       | PM-302    | Carretera de Santa María a Sancellas | 11            | Santa María del Camino - Sancellas    |
| Ma-3021       | PMV-302-1 | Ma-3021                              | 5,3           | Biniali - Binisalem                   |
| Ma-3030       | PM-303    | Ma-3030                              | 2             | Ma-13A - Ma-3020                      |
| Ma-3040       | PM-304    | Ma-3040                              | 4,5           | Ma-3020 - Santa Eugenia               |
| Ma-3100       | PM-310    | Ramal de Santa Eugenia               | 6             | Ma-15 - Ma-3011                       |
| Ma-3110       | PM-311    | Carretera de Algaida a Sancellas     | 10,4          | Algaida - Sancellas                   |
| Ma-3120       | PM-312    | Carretera de Inca a Sancellas        | 8,8           | Inca - Sancellas                      |
| Ma-3121       | PMV-312-1 | Carretera de Costich                 | 5,6           | Sancellas - Costich                   |
| Ma-3130       | PM-313    | Ma-3130                              | 15,3          | Algaida - Sinéu                       |
| Ma-3131       | PMV-313-1 | Ma-3131                              | 4,4           | Algaida - Ma-3200                     |
| Ma-3132       | PMV-313-2 | Ronda de Sinéu                       | 3             | Ma-3011 - Ma-3011                     |
| Ma-3140       | PM-314    | Carretera de Sancellas a Pina        | 7,4           | Sancellas - Pina                      |
| Ma-3200       | PM-320    | Ma-3200                              | 5,8           | Ma-3130 - Montuiri                    |
| Ma-3201       | PMV-320-1 | Ma-3201                              | 3,5           | Ma-3131 - Montuiri                    |
| Ma-3210       | PM-321    | Ma-3210                              | 2             | Ma-5030                               |
| Ma-3220       | PM-322    | Carretera de Montuiri a Petra        | 14,8          | Montuiri - Petra                      |
| Ma-3221       | PMV-322-1 | Ma-3221                              | 2,2           | Montuiri - Ma-3230                    |
| Ma-3222       | PMV-322-2 | Carretera de Villafranca             | 5             | Ma-15 - San Juan                      |
| Ma-3230       | PM-323    | Camino Viejo de San Juan             | 6,5           | Ma-3220 - San Juan                    |
| Ma-3231       | PMV-323-1 | Ma-3231                              | 3,5           | Ma-3230 - Lloret de Vista Alegre      |
| Ma-3232       | PMV-323-2 | Ma-3232                              | 8,5           | Ma-3230 - Sinéu                       |
| Ma-3240       | PM-324    | Carretera de Inca a Sinéu            | 13,5          | Inca - Sinéu                          |
| Ma-3240A      | PM-324    | Ma-3240A                             | 1,5           | Ma-3240 - Ma-3132                     |
| Ma-3241       | PMV-324-1 | Ma-3241                              | 1,8           | Costich - Ma-3240                     |
| Ma-3300       | PM-330    | Ma-3300                              | 10,6          | Sinéu - Petra                         |
| Ma-3301       | PMV-330-1 | Ma-3301                              | 9             | Sinéu - Ariañy                        |
| Ma-3301A      | PMV-330-1 | Ma-3301A                             | 0,8           | Estación de Sinéu - Ma-3301           |
| Ma-3310       | PM-331    | Ma-3310                              | 5             | Petra - Ma-15                         |
| Ma-3320       | PM-332    | Carretera de Petra a Manacor         | 8             | Petra - Manacor                       |
| Ma-3320A      | PM-332    | Ma-3320A                             | 1             | Petra - Ma-3320                       |
| Ma-3321       | PMV-332-1 | Camino de Bendrís                    | 10,7          | Manacor - Ma-3330                     |
| Ma-3322       | PMV-332-2 | Camino de Conilles                   | 16,1          | Manacor - Ma-12                       |
| Ma-3323       | PMV-332-3 | Camino de Calicant                   | 9,8           | Manacor - San Lorenzo del Cardezar    |
| Ma-3330       | PM-333    | Ma-3330                              | 14,6          | Petra - Ma-12                         |
| Ma-3331       | PMV-333-1 | Ma-3331                              | 8,8           | Ma-12 - Ermita de Belén               |
| Ma-3333       | PMV-333-3 | Ma-3333                              | 9             | Artá - Ermita de Belén                |
| Ma-3334       | PMV-333-4 | Ma-3334                              | 4,5           | Artá - Ses Fulles                     |
| Ma-3340       | PM-334    | Carretera de Petra a Santa Margarita | 10            | Petra - Santa Margarita               |
| Ma-3340A      | PM-334    | Ma-3340A                             | 1             | Petra - Ma-3340                       |
| Ma-3341       | PMV-334-1 | Ma-3341                              | 1,5           | Ma-3340 - Ariañy                      |
| Ma-3342       | PMV-334-2 | Ma-3342                              | 1             | Ma-3340 - María de la Salud           |
| Ma-3400       | PM-340    | Ma-3400                              | 9,1           | Santa Margarita - Son Serra de Marina |
| Ma-3401       | PMV-340-1 | Ma-3401                              | 2,1           | Santa Margarita - Ma-3400             |
| Ma-3402       | PMV-340-2 | Ma-3402                              | 2             | Ma-3400 - Ma-3410                     |
| Ma-3410       | PM-341    | Ma-3410                              | 8,1           | Santa Margarita - Ca'n Picafort       |
| Ma-3411       | PMV-341-1 | Ma-3411                              | 5             | Ma-3410 - Muro                        |
| Ma-3412       | PMV-341-2 | Ma-3412                              | 2,6           | Santa Margarita - Ma-3411             |
| Ma-3413       | PMV-341-3 | Ma-3413                              | 2             | Ma-3410 - Ca'n Picafort               |
| Ma-3420       | PM-342    | Ma-3420                              | 2,8           | Ma-13 - La Puebla                     |
| Ma-3421       | PMV-342-1 | Carretera de Inca                    | 2,3           | Ma-13 - La Puebla                     |
| Ma-3422       | PMV-342-2 | Camino de Búger                      | 3,6           | Búger - La Puebla                     |
| Ma-3423       | PMV-342-3 | Ma-3423                              | 1,3           | Ma-13A - Búger                        |
| Ma-3430       | PM-343    | Ma-3430                              | 10            | La Puebla - Santa Margarita           |
| Ma-3431       | PMV-343-1 | Camino de Marjals                    | 10            | Muro - Ca'n Picafort                  |
| Ma-3432       | PMV-343-2 | Camino de Son Morey                  | 5             | Muro - Ma-3431                        |
| Ma-3433       | PMV-343-3 | Camino de la Albufera                | 10            | La Puebla - Playa de Muro             |
| Ma-3440       | PM-344    | Ma-3440                              | 18,8          | Inca - Santa Margarita                |
| Ma-3441       | PMV-344-1 | Ma-3441                              | 3,6           | Llubí - Ma-3500                       |
| Ma-3442       | PMV-344-2 | Ma-3442                              | 4             | Ma-3440 - Muro                        |
| Ma-3443       | PMV-344-3 | Ma-3443                              | 2,2           | Ma-3440 - Ma-3430                     |
| Ma-3450       |           | Ronda de La Puebla                   | 5,3           | Ma-3421 - Ma-3421                     |
| Ma-3460       |           | Ma-3460                              | 5,1           | Ma-13 - Puerto de Alcudia             |
| Ma-3470       |           | Acceso a Es Murterar                 | 3,8           | Ma-3460 - Playa de Muro               |
| Ma-3500       | PM-350    | Camino del Valle de Muro             | 9,3           | Ma-3440 - Muro                        |
| Ma-3501       | PMV-350-1 | Ma-3501                              | 4,2           | Ma-3500 - La Puebla                   |
| Ma-3510       | PM-351    | Ma-3210                              | 6,3           | Sinéu - María de la Salud             |
| Ma-3510A      | PM-351    | Ma-3510A                             | 0,5           | Ma-3510 - María de la Salud           |
| Ma-3511       | PMV-351-1 | Ma-3511                              | 7,8           | Sinéu - Llubí                         |
| Ma-3512       | PMV-351-2 | Ma-3512                              | 6,8           | Sinéu - Ma-3440                       |
| Ma-3513       | PMV-351-3 | Ma-3513                              | 2,2           | María de la Salud - Ma-3440           |
| Ma-3520       | PM-352    | Ma-3520                              | 2,8           | María de la Salud - Ma-3442           |
| Ma-3521       | PMV-352-1 | Ma-3521                              | 4,7           | Ma-3520 - Ma-3540                     |

### Zona 4

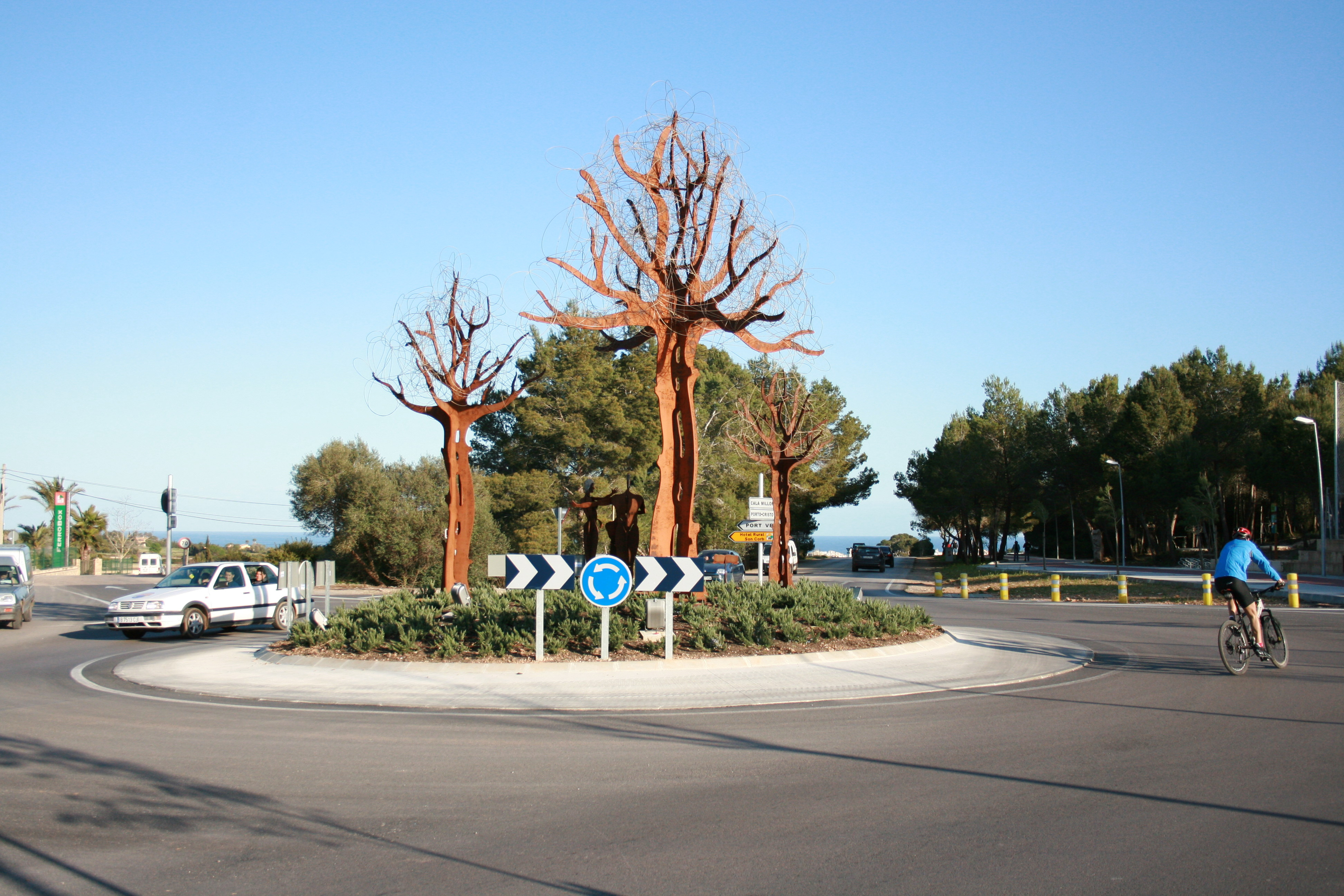
Ma-4023

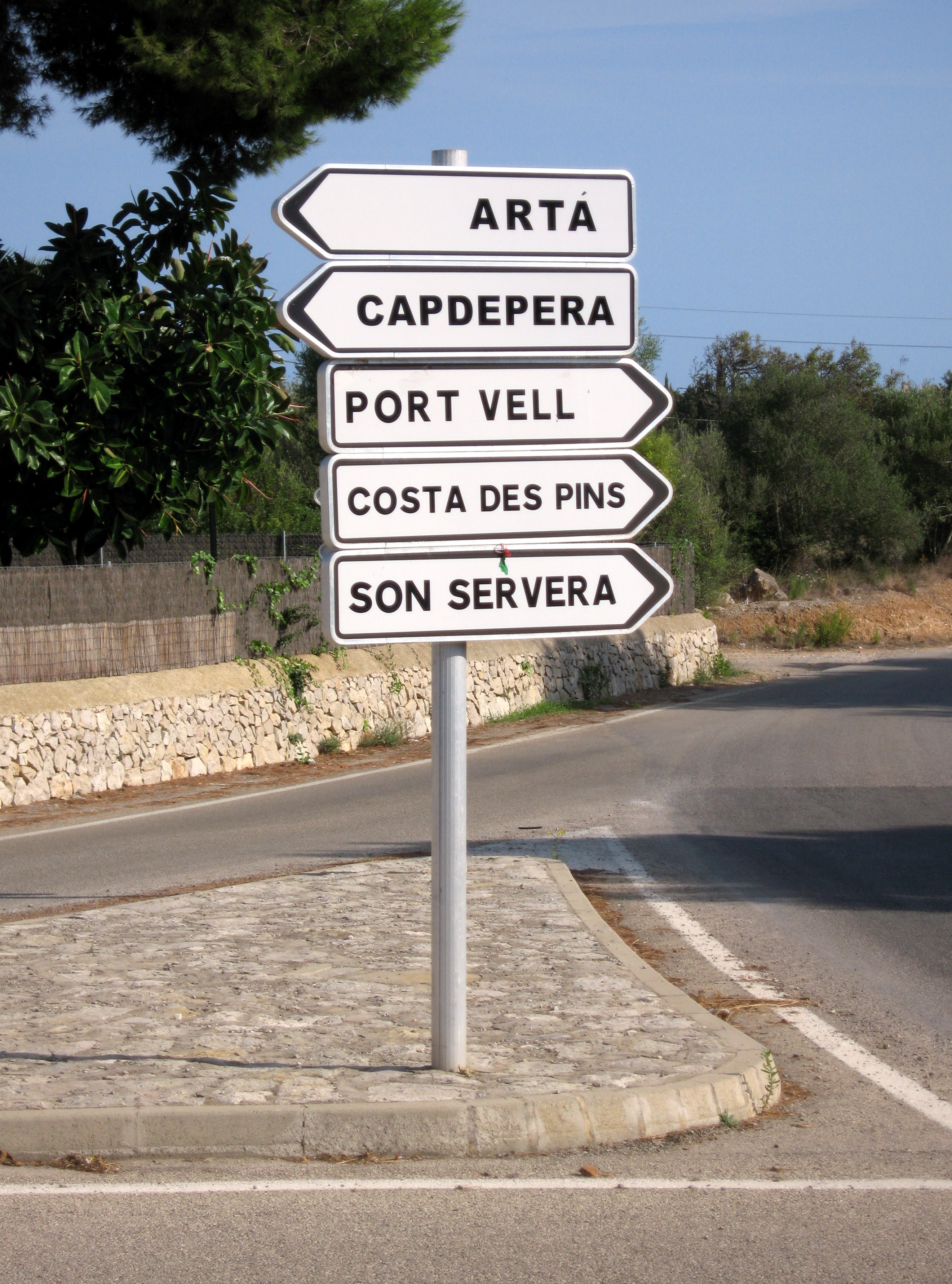
Ma-4032

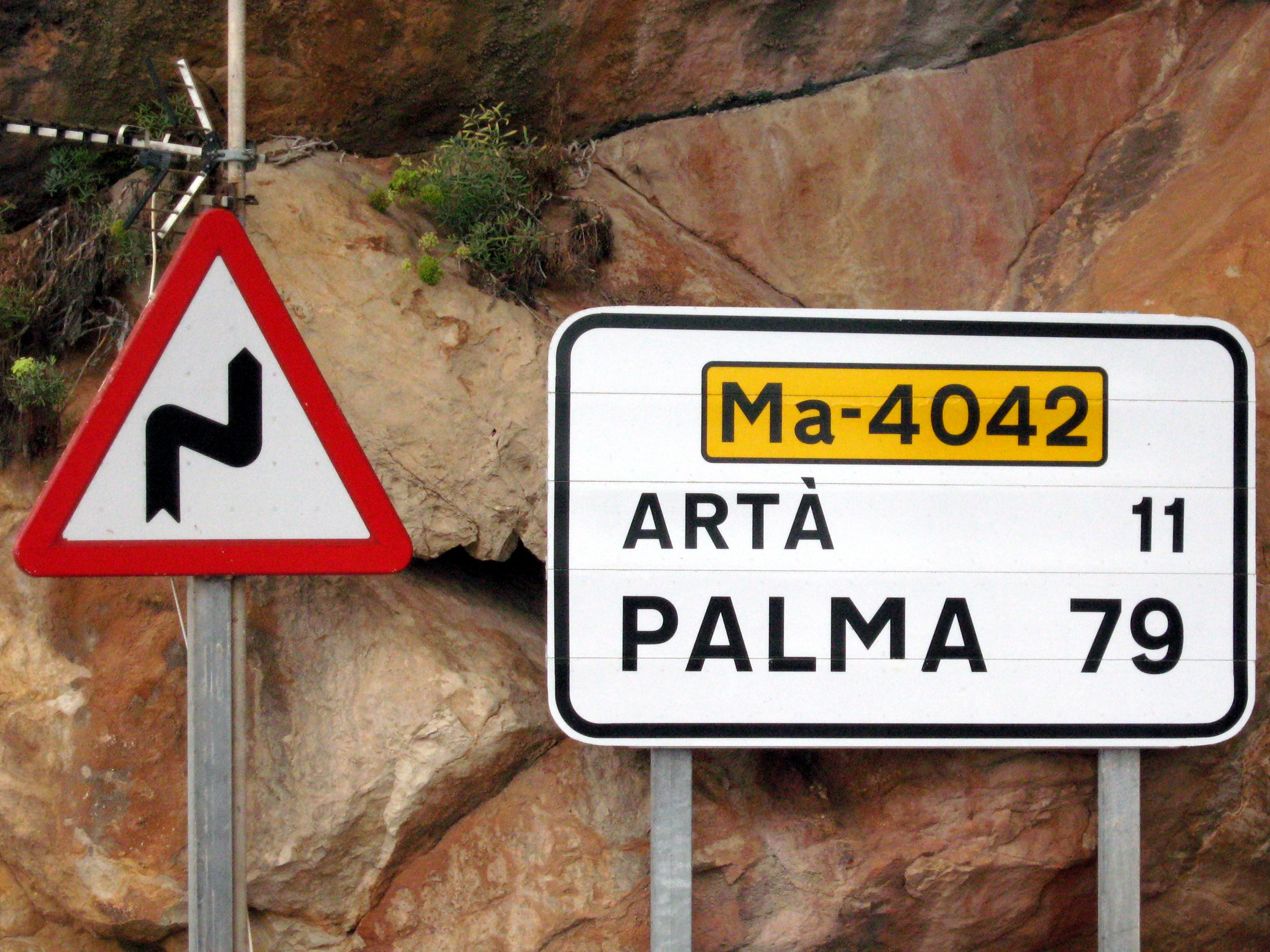
Ma-4042

Comprende carreteras cuyo identificador es Ma-4XXX y que discurren por los municipios de Artá, Capdepera, Felanich, Manacor, San Lorenzo del Cardezar y Son Servera. Abarca toda el área este y sudeste de la isla y está delimitada por el Desdoblamiento de Manacor (Ma-15) y la carretera de Santañí a Manacor (Ma-14).
| Identificador | Anterior  | Denominación                            | Longitud (km) | Recorrido                                         |
| ------------- | --------- | --------------------------------------- | ------------- | ------------------------------------------------- |
| Ma-4010       | PM-401    | Carretera de Porto Colom                | 11,4          | Felanich - Porto Colom                            |
| Ma-4011       | PMV-401-1 | Ma-4011                                 | 5             | Ma-4010 - Ermita de San Salvador                  |
| Ma-4012       | PMV-401-2 | Ma-4012                                 | 9,2           | Alquería Blanca - Ma-4010                         |
| Ma-4013       | PMV-401-3 | Ma-4013                                 | 3,8           | Calonge - Cala d'Or                               |
| Ma-4014       | PMV-401-4 | Ma-4014                                 | 15,7          | Ma-4010 - Porto Cristo                            |
| Ma-4015       | PMV-401-5 | Ma-4015                                 | 8,5           | Ma-4014 - Manacor                                 |
| Ma-4016       | PMV-401-6 | Ma-4016                                 | 5,5           | Ma-14 - Calonge                                   |
| Ma-4020       | PM-402    | Carretera del Puerto                    | 10,8          | Manacor - Porto Cristo                            |
| Ma-4021       | PMV-402-1 | Ma-4021                                 | 15            | Manacor - S'Illot                                 |
| Ma-4022       | PMV-402-2 | Ma-4022                                 | 3             | San Lorenzo del Cardezar - Ma-4021                |
| Ma-4023       | PMV-402-3 | Carretera de Porto Cristo a Son Servera | 9,2           | Porto Cristo - Son Servera                        |
| Ma-4024       | PMV-402-4 | Ma-4024                                 | 4,8           | Son Carrió - Porto Cristo                         |
| Ma-4025       | PMV-402-5 | Acceso a s'Illot-Cala Morlanda          | 1,5           | Ma-4023 - s'Illot-Cala Morlanda                   |
| Ma-4026       | PMV-402-6 | Carretera de Cala Millor                | 2,5           | Cala Millor - Son Servera                         |
| Ma-4027       | PMV-402-7 | Acceso a Cala Bona                      | 2,4           | Ma-4023 - Cala Bona                               |
| Ma-4030       | PM-403    | Carretera de Son Servera                | 7,4           | San Lorenzo del Cardezar - Son Servera            |
| Ma-4031       | PMV-403-1 | Camino de Xiclati                       | 6,2           | Son Servera - Ma-15                               |
| Ma-4032       | PMV-403-2 | Carretera de Port Vell                  | 3,1           | Ma-4040 - Port Vell                               |
| Ma-4033       | PMV-403-3 | Ma-4033                                 | 0,6           | Ma-4040 - Ma-4032                                 |
| Ma-4034       | PMV-403-4 | Ma-4034                                 | 2             | Son Servera - Ma-4032                             |
| Ma-4040       | PM-404    | Carretera de Son Servera a Capdepera    | 10,2          | Son Servera - Capdepera                           |
| Ma-4040A      | PM-404    | Calle Juan Massanet                     | 0,6           | Ma-4040 - Ma-4023                                 |
| Ma-4040B      | PM-404    | Coll des Vidriers                       | 2             | Boca sur túnel Ma-4040 - Boca norte túnel Ma-4040 |
| Ma-4041       | PMV-404-1 | Ma-4041                                 | 6             | Ma-4040 - Artá                                    |
| Ma-4042       | PMV-404-2 | Ma-4042                                 | 10,6          | Artá - Cuevas de Artá                             |
| Ma-4043       | PMV-404-3 | Ma-4043                                 | 2             | Capdepera - El Cargador                           |
| Ma-4050       |           | Carretera del Faro                      | 1,6           | Cala Rajada - Faro de Capdepera                   |
| Ma-4060       |           | Calle del Faro                          | 2,4           | Cala Algar - Faro de Porto Colom                  |
| Ma-4100       | PM-410    | Camino de las Buenas Mujeres            | 2,2           | Paseo del Ferrocarril - Ma-15                     |

### Zona 5
Comprende carreteras cuyo identificador es Ma-5XXX y que discurren por los municipios de Algaida, Campos, Felanich, Llucmajor, Montuiri, Palma de Mallorca, Porreras y Villafranca de Bonany. Abarca la zona sur del Llano de Mallorca y está delimitada por el Desdoblamiento de Manacor (Ma-15), la carretera de Santañí a Manacor (Ma-14), y el Eje de Levante (Ma-19).

### Zona 6
Comprende carreteras cuyo identificador es Ma-6XXX y que discurren por los municipios de Campos, Llucmajor, Las Salinas, Palma de Mallorca y Santañí. Abarca la comarca de Migjorn — sur de la isla — y está delimitada por el Eje de Levante (Ma-19).